# Liste der denkmalgeschützten Objekte in Eisenstadt
Die Liste der denkmalgeschützten Objekte in Eisenstadt enthält die 243 denkmalgeschützten, unbeweglichen Objekte der burgenländischen Landeshauptstadt Eisenstadt.

## Denkmäler
| Foto |                 | Denkmal | Standort                                                              | Beschreibung | Metadaten |
| ---- | --------------- | --- | --------------------------------------------------------------------- | --- | --- |
| ja   | Datei hochladen | Haydn-Gartenhäuschen HERIS-ID: 32901 Objekt-ID: 30102                                                                 | neben Bürgerspitalgasse 2 Standort KG: Eisenstadt                     | Das Holzhäuschen mit gemauertem Sockel und Walmdach war ein Rückzugsort Joseph Haydns zum Komponieren. | BDA-Hist.: Q37949629 Status: Bescheid Stand der BDA-Liste: 2025-06-30 Name: Haydn-Gartenhäuschen GstNr.: 485 Gardenhouse Haydn, Eisenstadt |
| ja   | Datei hochladen | Kommunaler Wohnbau HERIS-ID: 32423 Objekt-ID: 29520                                                                   | Bahnstraße 13,15,17 Standort KG: Eisenstadt                           | Die Häuser wurden anlässlich der Erhebung Eisenstadts zum Sitz der Landesbehörden von 1926 bis 1927 nach Plänen der Architekten Fritz Reichl und Alexius Wolf (* 21. Oktober 1898 in Eisenstadt; † 1951 in Budapest) für Beamtenwohnungen errichtet. Sie orientieren sich an gleichzeitigen Wiener Gemeindebauten und waren auch zur Aufwertung der Bahnstraße gedacht. | BDA-Hist.: Q37947818 Status: § 2a Stand der BDA-Liste: 2025-06-30 Name: Kommunaler Wohnbau GstNr.: 3227/2, 3227/3, 3227/4 |
| ja   | Datei hochladen | Bürgerhaus HERIS-ID: 44549 Objekt-ID: 45368                                                                           | Beim Alten Stadttor 4 Standort KG: Eisenstadt                         | Ein barockes Haus aus dem 16./17. Jahrhundert mit hohem Sockelgeschoß. | BDA-Hist.: Q38009798 Status: Bescheid Stand der BDA-Liste: 2025-06-30 Name: Bürgerhaus GstNr.: 187 |
| ja   | Datei hochladen | Ehem. Unteres Stadttor HERIS-ID: 62417 Objekt-ID: 74959                                                               | Beim Alten Stadttor 10 Standort KG: Eisenstadt                        | | BDA-Hist.: Q38099646 Status: § 2a Stand der BDA-Liste: 2025-06-30 Name: Ehem. Unteres Stadttor GstNr.: 184 |
| ja   | Datei hochladen | ORF Landesstudio HERIS-ID: 99214 Objekt-ID: 115314                                                                    | Buchgrabenweg 51 Standort KG: Eisenstadt                              | Das Landesstudio wurde am 5. Juni 1982 nach fünfjähriger Bauzeit eröffnet und nach Plänen des Architekten Gustav Peichl errichtet. Es besteht aus einer zentralen Raumgruppe mit Halle, an die sich fünf Produktionssektoren und ein Bürotrakt anschließen. | BDA-Hist.: Q37773881 Status: § 2a Stand der BDA-Liste: 2025-06-30 Name: ORF Landesstudio GstNr.: 1754/2 ORF Landesstudio Burgenland |
| ja   | Datei hochladen | Höhensiedlung Burgstallberg HERIS-ID: 112152 Objekt-ID: 130213                                                        | Burgstall Standort KG: Eisenstadt                                     | Auf dem Burgstallberg gab es Funde aus der Frühbronzezeit. | BDA-Hist.: Q37828862 Status: Bescheid Stand der BDA-Liste: 2025-06-30 Name: Höhensiedlung Burgstallberg GstNr.: 1660, 1661, 1662, 1663, 1664, 1665, 1666, 1667, 1717/1, 1717/2, 1718, 1719, 1721, 1723, 1724, 1725, 1731, 1732, 1733, 1738, 1739, 1740/1, 1742, 1743 |
| ja   | Datei hochladen | Neuer Jüdischer Friedhof HERIS-ID: 98669 Objekt-ID: 114609                                                            | neben Carl Moreau-Straße 14 Standort KG: Eisenstadt                   | Der Neue Jüdische Friedhof wurde nördlich des Alten Jüdischen Friedhofes 1875 errichtet. 278 Tote fanden hier ihre letzte Ruhe. | BDA-Hist.: Q779004 Status: § 2a Stand der BDA-Liste: 2025-06-30 Name: Neuer Jüdischer Friedhof GstNr.: 704 Neuer Jüdischer Friedhof Eisenstadt |
| ja   | Datei hochladen | Domkirche HERIS-ID: 44562 Objekt-ID: 45381                                                                            | Domplatz 1 Standort KG: Eisenstadt                                    | Eine dreischiffige, spätgotische Hallenkirche auf erhöhtem Terrain und ehemals in einem ummauerten, aufgelassenen Friedhof. An der Westfront war eine Zweiturmfassade geplant, jedoch wurde nur der Nordturm ausgeführt. | BDA-Hist.: Q264570 Status: Bescheid Stand der BDA-Liste: 2025-06-30 Name: Domkirche GstNr.: 217 Dom St. Martin (Eisenstadt) |
| ja   | Datei hochladen | Bürgerhaus HERIS-ID: 44530 Objekt-ID: 45349                                                                           | Domplatz 3 Standort KG: Eisenstadt                                    | | BDA-Hist.: Q38009601 Status: Bescheid Stand der BDA-Liste: 2025-06-30 Name: Bürgerhaus GstNr.: 149/1, 149/2 |
| ja   | Datei hochladen | Bürgerhaus HERIS-ID: 44531 Objekt-ID: 45350                                                                           | Domplatz 4 Standort KG: Eisenstadt                                    | | BDA-Hist.: Q38009621 Status: Bescheid Stand der BDA-Liste: 2025-06-30 Name: Bürgerhaus GstNr.: 148 |
| ja   | Datei hochladen | Bürgerhaus HERIS-ID: 44532 Objekt-ID: 45351                                                                           | Domplatz 5 Standort KG: Eisenstadt                                    | | BDA-Hist.: Q38009631 Status: Bescheid Stand der BDA-Liste: 2025-06-30 Name: Bürgerhaus GstNr.: 147 |
| ja   | Datei hochladen | Bürgerhaus HERIS-ID: 44533 Objekt-ID: 45352                                                                           | Domplatz 6 Standort KG: Eisenstadt                                    | | BDA-Hist.: Q38009640 Status: Bescheid Stand der BDA-Liste: 2025-06-30 Name: Bürgerhaus GstNr.: 146 |
| ja   | Datei hochladen | Bürgerhaus HERIS-ID: 45434 Objekt-ID: 46771                                                                           | Domplatz 7 Standort KG: Eisenstadt                                    | | BDA-Hist.: Q38015824 Status: Bescheid Stand der BDA-Liste: 2025-06-30 Name: Bürgerhaus GstNr.: 144/2, 145/1, 145/3 |
| ja   | Datei hochladen | Bürgerhaus HERIS-ID: 44534 Objekt-ID: 45353                                                                           | Domplatz 8 Standort KG: Eisenstadt                                    | | BDA-Hist.: Q38009651 Status: Bescheid Stand der BDA-Liste: 2025-06-30 Name: Bürgerhaus GstNr.: 144/3 |
| ja   | Datei hochladen | Bürgerhaus HERIS-ID: 44535 Objekt-ID: 45354                                                                           | Domplatz 9 Standort KG: Eisenstadt                                    | | BDA-Hist.: Q38009659 Status: Bescheid Stand der BDA-Liste: 2025-06-30 Name: Bürgerhaus GstNr.: 143 |
| ja   | Datei hochladen | Bürgerhaus HERIS-ID: 44536 Objekt-ID: 45355                                                                           | Domplatz 10 Standort KG: Eisenstadt                                   | | BDA-Hist.: Q38009668 Status: Bescheid Stand der BDA-Liste: 2025-06-30 Name: Bürgerhaus GstNr.: 142 |
| ja   | Datei hochladen | Bürgerhaus HERIS-ID: 44537 Objekt-ID: 45356                                                                           | Domplatz 11 Standort KG: Eisenstadt                                   | | BDA-Hist.: Q38009678 Status: Bescheid Stand der BDA-Liste: 2025-06-30 Name: Bürgerhaus GstNr.: 141 |
| ja   | Datei hochladen | Bürgerhaus HERIS-ID: 44538 Objekt-ID: 45357                                                                           | Domplatz 12 Standort KG: Eisenstadt                                   | | BDA-Hist.: Q38009687 Status: Bescheid Stand der BDA-Liste: 2025-06-30 Name: Bürgerhaus GstNr.: 140 |
| ja   | Datei hochladen | Bürgerhaus HERIS-ID: 44539 Objekt-ID: 45358                                                                           | Domplatz 13 Standort KG: Eisenstadt                                   | | BDA-Hist.: Q38009697 Status: Bescheid Stand der BDA-Liste: 2025-06-30 Name: Bürgerhaus GstNr.: 139 |
| ja   | Datei hochladen | Bürgerhaus HERIS-ID: 44540 Objekt-ID: 45359                                                                           | Domplatz 15 Standort KG: Eisenstadt                                   | | BDA-Hist.: Q38009705 Status: Bescheid Stand der BDA-Liste: 2025-06-30 Name: Bürgerhaus GstNr.: 188 |
| ja   | Datei hochladen | Bürgerhaus HERIS-ID: 44541 Objekt-ID: 45360                                                                           | Domplatz 16 Standort KG: Eisenstadt                                   | | BDA-Hist.: Q38009715 Status: Bescheid Stand der BDA-Liste: 2025-06-30 Name: Bürgerhaus GstNr.: 189/1, 189/2 |
| ja   | Datei hochladen | Bürgerhaus HERIS-ID: 44542 Objekt-ID: 45361                                                                           | Domplatz 21 Standort KG: Eisenstadt                                   | | BDA-Hist.: Q38009735 Status: Bescheid Stand der BDA-Liste: 2025-06-30 Name: Bürgerhaus GstNr.: 194/1, 194/2 |
| ja   | Datei hochladen | Bürgerhaus HERIS-ID: 44543 Objekt-ID: 45362                                                                           | Domplatz 22 Standort KG: Eisenstadt                                   | | BDA-Hist.: Q38009745 Status: Bescheid Stand der BDA-Liste: 2025-06-30 Name: Bürgerhaus GstNr.: 198/4 |
| ja   | Datei hochladen | Bürgerhaus HERIS-ID: 44544 Objekt-ID: 45363                                                                           | Domplatz 23 Standort KG: Eisenstadt                                   | | BDA-Hist.: Q38009754 Status: Bescheid Stand der BDA-Liste: 2025-06-30 Name: Bürgerhaus GstNr.: 198/1, 198/5 |
| ja   | Datei hochladen | Bürgerhaus HERIS-ID: 44545 Objekt-ID: 45364                                                                           | Domplatz 24 Standort KG: Eisenstadt                                   | | BDA-Hist.: Q38009761 Status: Bescheid Stand der BDA-Liste: 2025-06-30 Name: Bürgerhaus GstNr.: 199 |
| ja   | Datei hochladen | Bürgerhaus HERIS-ID: 44546 Objekt-ID: 45365                                                                           | Domplatz 25 Standort KG: Eisenstadt                                   | | BDA-Hist.: Q38009773 Status: Bescheid Stand der BDA-Liste: 2025-06-30 Name: Bürgerhaus GstNr.: 203 |
| ja   | Datei hochladen | Bürgerhaus HERIS-ID: 44547 Objekt-ID: 45366                                                                           | Domplatz 26 Standort KG: Eisenstadt                                   | | BDA-Hist.: Q38009783 Status: Bescheid Stand der BDA-Liste: 2025-06-30 Name: Bürgerhaus GstNr.: 204 |
| ja   | Datei hochladen | Bürgerhaus, Vicedom/Vitztum-Haus HERIS-ID: 44548 Objekt-ID: 45367                                                     | Domplatz 27 Standort KG: Eisenstadt                                   | Das zweigeschoßige Bürgerhaus stammt im Kern aus dem 16. Jahrhundert. Fenster, Rundbogenportale und eine tonnengewölbte Einfahrt prägen die später erneuerte Fassade. | BDA-Hist.: Q38009790 Status: Bescheid Stand der BDA-Liste: 2025-06-30 Name: Bürgerhaus, Vicedom/Vitztum-Haus GstNr.: 206 |
| ja   | Datei hochladen | Brunnen HERIS-ID: 44561 Objekt-ID: 45380                                                                              | vor Domplatz 27 Standort KG: Eisenstadt                               | Ein Brunnen aus dem 17. Jahrhundert mit einem runden Becken und quadratischen Mittelpfeiler, der von einer Kugel bekrönt wird. | BDA-Hist.: Q38009937 Status: Bescheid Stand der BDA-Liste: 2025-06-30 Name: Brunnen GstNr.: 138 |
| ja   | Datei hochladen | Liszt-Denkmal HERIS-ID: 63986 Objekt-ID: 76678                                                                        | Esterhazyplatz Standort KG: Eisenstadt                                | Das Denkmal aus weißem Marmor wurde anlässlich des 125. Geburtstags von Franz Liszt 1936 vom Bildhauer Alexander Jaray errichtet. | BDA-Hist.: Q38104950 Status: § 2a Stand der BDA-Liste: 2025-06-30 Name: Liszt-Denkmal GstNr.: 3282/1 Liszt Monument, Eisenstadt |
| ja   | Datei hochladen | Schloss Esterházy HERIS-ID: 32848 Objekt-ID: 30045                                                                    | Esterhazyplatz 1 Standort KG: Eisenstadt                              | Das Schloss wurde als vierflügelige Wasserburg mit vier Ecktürmen und Graben wahrscheinlich zwischen 1388 und 1392 unter der Familie Kanizsay errichtet. Zur Zeit der Übernahme durch Graf Nikolaus Esterházy 1622 war das Schloss in einem baufälligen Zustand. Unter Graf Paul I. Esterházy de Galantha wurde die Anlage in den Jahren 1663 bis 1672 nach Plänen von Carlo Martino Carlone zu einem Residenzsitz umgebaut.                                                                       | BDA-Hist.: Q686787 Status: Bescheid Stand der BDA-Liste: 2025-06-30 Name: Schloss Esterházy GstNr.: 5032 Schloss Esterházy, Eisenstadt |
| ja   | Datei hochladen | Portal zum Schlossplatz HERIS-ID: 63988 Objekt-ID: 76680                                                              | bei Esterhazyplatz 1 Standort KG: Eisenstadt                          | | BDA-Hist.: Q38104970 Status: § 2a Stand der BDA-Liste: 2025-06-30 Name: Portal zum Schlossplatz GstNr.: 3270/5 Portal zum Schlossplatz |
| ja   | Datei hochladen | Ehem. Nationalbank-Zweigstelle HERIS-ID: 30791 Objekt-ID: 27558                                                       | Esterhazyplatz 2 Standort KG: Eisenstadt                              | Die ehemalige Zweigstelle der Nationalbank wurde 1928/29 von Rudolf Eisler und Ferdinand Glaser gebaut. Die kubisch aufgebaute Fassade mit betontem Sockelgeschoß nimmt anleihen bei der Palastarchitektur auf, die Putzbänder und Gesimse unterstreichen die horizontale Ausrichtung des Gebäudes. | BDA-Hist.: Q37937666 Status: Bescheid Stand der BDA-Liste: 2025-06-30 Name: Ehem. Nationalbank-Zweigstelle GstNr.: 3283/2 Nationalbank-Zweigstelle Eisenstadt |
| ja   | Datei hochladen | Ehem. fürstliches Stall- u. Hauptwachgebäude HERIS-ID: 32849 Objekt-ID: 30046                                         | Esterhazyplatz 4 Standort KG: Eisenstadt                              | Gegenüber dem Schloss 1793 nach Plänen des Architekten Johann Henrici vom fürstlichen Baumeister Joseph Ringer errichtet. | BDA-Hist.: Q37949418 Status: Bescheid Stand der BDA-Liste: 2025-06-30 Name: Ehem. fürstliches Stall- u. Hauptwachgebäude GstNr.: 5063/1, 5065 Esterházy-Stallungen, Eisenstadt                                                                                       |
| ja   | Datei hochladen | Bürgerhaus HERIS-ID: 32850 Objekt-ID: 30047                                                                           | Esterhazyplatz 6 Standort KG: Eisenstadt                              | | BDA-Hist.: Q37949427 Status: Bescheid Stand der BDA-Liste: 2025-06-30 Name: Bürgerhaus GstNr.: 5055/1 |
| ja   | Datei hochladen | Emerikusbrunnen HERIS-ID: 45430 Objekt-ID: 46760                                                                      | bei Esterhazyplatz 6a Standort KG: Eisenstadt                         | Dieser Brunnen mit achteckiger Buckelschale auf Sockel und einer Vase als Aufsatz wurde Ende des 19. Jahrhunderts aufgestellt. | BDA-Hist.: Q38015784 Status: Bescheid Stand der BDA-Liste: 2025-06-30 Name: Emerikusbrunnen GstNr.: 5068 |
| ja   | Datei hochladen | Bürgerhaus HERIS-ID: 111404 Objekt-ID: 129236                                                                         | Esterhazystraße 21 Standort KG: Eisenstadt                            | | BDA-Hist.: Q37824081 Status: Bescheid Stand der BDA-Liste: 2025-06-30 Name: Bürgerhaus GstNr.: 3272/1 |
| ja   | Datei hochladen | Amt der Bgld. Landesregierung, Landhaus HERIS-ID: 30792 Objekt-ID: 27559                                              | Europaplatz 1 Standort KG: Eisenstadt                                 | Die in Großform konzipierte Anlage mit einem angedeuteten Ehrenhof und zwei Höfen umschließende Flügelbauten wurde 1926–1929 nach den Plänen des Architekten Rudolf Perthen errichtet und 1930 bezogen. 1970–1973 erfolgte nordseitig ein Zubau. | BDA-Hist.: Q15118098 Status: § 2a Stand der BDA-Liste: 2025-06-30 Name: Amt der Bgld. Landesregierung, Landhaus GstNr.: 574 Landhaus Eisenstadt |
| ja   | Datei hochladen | Bertonisäule, Jubiläumssäule HERIS-ID: 64310 Objekt-ID: 77017                                                         | gegenüber Europaplatz 1 Standort KG: Eisenstadt                       | | BDA-Hist.: Q38106564 Status: § 2a Stand der BDA-Liste: 2025-06-30 Name: Bertonisäule, Jubiläumssäule GstNr.: 2142/3 Bertonisäule |
| ja   | Datei hochladen | Wohn- und Geschäftshaus HERIS-ID: 56663 Objekt-ID: 66191seit 2013                                                     | Fanny Elßler-Gasse 2 Standort KG: Eisenstadt                          | Modernisiertes Haus aus dem Ende des 18. Jahrhunderts. | BDA-Hist.: Q38073182 Status: Bescheid Stand der BDA-Liste: 2025-06-30 Name: Wohn- und Geschäftshaus GstNr.: 123/1 |
| ja   | Datei hochladen | ORF-Expositur Eisenstadt HERIS-ID: 64066 Objekt-ID: 76761                                                             | Feiersteigweg 1 Standort KG: Eisenstadt                               | Das technisch auf dem damals modernsten Stand befindliche Studio war eine Art Pilotprojekt für das spätere Landesstudio und wurde von Gustav Peichl 1968–1970 erbaut. | BDA-Hist.: Q38105206 Status: Bescheid Stand der BDA-Liste: 2025-06-30 Name: ORF-Expositur Eisenstadt GstNr.: 744/1 |
| ja   | Datei hochladen | Anlage Scheunenzeile Feldstraße HERIS-ID: 246994seit 2023                                                             | bei Feldstraße 21 Standort KG: Eisenstadt                             | | BDA-Hist.: Q119231263 Status: Bescheid Stand der BDA-Liste: 2025-06-30 Name: Anlage Scheunenzeile Feldstraße GstNr.: 384, 381, 385/2, 369/2, 386/2, 382/2 Scheunenzeile Feldstraße, Eisenstadt                                                                       |
| ja   | Datei hochladen | Eichamt HERIS-ID: 30793 Objekt-ID: 27560                                                                              | Franz Schubert-Platz 2 Standort KG: Eisenstadt                        | Der Ziegelbau in neoromanischen Formen stammt aus der 2. Hälfte des 19. Jahrhunderts. | BDA-Hist.: Q37937709 Status: § 2a Stand der BDA-Liste: 2025-06-30 Name: Eichamt GstNr.: 503 |
| ja   | Datei hochladen | Bildstock HERIS-ID: 30820 Objekt-ID: 27606                                                                            | neben Georgistraße 2a Standort KG: Eisenstadt                         | | BDA-Hist.: Q37938042 Status: § 2a Stand der BDA-Liste: 2025-06-30 Name: Bildstock GstNr.: 2646 |
| ja   | Datei hochladen | Figurenbildstock Ecce Homo HERIS-ID: 30818seit 2022                                                                   | gegenüber Gölbeszeile 44 Standort KG: Eisenstadt                      | Die Figur steht auf einem Sockel, der laut Inschrift 1646 gestiftet wurde. | BDA-Hist.: Q112894318 Status: Bescheid Stand der BDA-Liste: 2025-06-30 Name: Figurenbildstock Ecce Homo GstNr.: 2116/1 |
| ja   | Datei hochladen | ehem. Landesamtsdirektoren-Villa HERIS-ID: 30794 Objekt-ID: 27561                                                     | Hartlsteig 2 Standort KG: Eisenstadt                                  | Das auch Heger-Villa genannte Landhaus wurde in den Jahren 1926 bis 1929 von Rudolf Perthen erbaut und von 1970 bis 1973 erweitert. | BDA-Hist.: Q37937721 Status: Bescheid Stand der BDA-Liste: 2025-06-30 Name: ehem. Landesamtsdirektoren-Villa GstNr.: 567/2 |
| ja   | Datei hochladen | Bürgerhaus HERIS-ID: 32855 Objekt-ID: 30056                                                                           | Hauptstraße 1 Standort KG: Eisenstadt                                 | Ein barockes Bürgerhaus aus der ersten Hälfte des 18. Jahrhunderts. Sockelgeschoß mit rechteckigem Portal und genuteter Wandfassade. Obergeschoß mit Konsolenerker sowie Fensterrahmen mit Muscheldekor unter geschweifter Verdachung. | BDA-Hist.: Q37949466 Status: Bescheid Stand der BDA-Liste: 2025-06-30 Name: Bürgerhaus GstNr.: 111 |
| ja   | Datei hochladen | Bürgerhaus, Payersteiner HERIS-ID: 32856 Objekt-ID: 30057                                                             | Hauptstraße 2 Standort KG: Eisenstadt                                 | Das ehemalige Haus zum Einhorn stammt im Kern aus dem 16. und 17. Jahrhundert. Seine Fassade wurde später teilweise erneuert. | BDA-Hist.: Q37949477 Status: Bescheid Stand der BDA-Liste: 2025-06-30 Name: Bürgerhaus, Payersteiner GstNr.: 5057 |
| ja   | Datei hochladen | Bürgerhaus HERIS-ID: 44488 Objekt-ID: 45306                                                                           | Hauptstraße 3 Standort KG: Eisenstadt                                 | Modernisiertes Gebäude mit einer Kernsubstanz aus dem 16./17. Jahrhundert. | BDA-Hist.: Q38009241 Status: Bescheid Stand der BDA-Liste: 2025-06-30 Name: Bürgerhaus GstNr.: 110/1 |
| ja   | Datei hochladen | Bürgerhaus HERIS-ID: 44489 Objekt-ID: 45307                                                                           | Hauptstraße 4 Standort KG: Eisenstadt                                 | Das Bürgerhaus stammt im Kern aus dem 17. Jahrhundert. Es weist ein Korbbogenportal sowie Fenster mit geschweifter Verdachung auf. | BDA-Hist.: Q38009251 Status: Bescheid Stand der BDA-Liste: 2025-06-30 Name: Bürgerhaus GstNr.: 112 |
| ja   | Datei hochladen | Bürgerhaus HERIS-ID: 44490 Objekt-ID: 45308                                                                           | Hauptstraße 5 Standort KG: Eisenstadt                                 | Ein dreigeschoßiges, schmales Haus mit Krüppelwalmgiebel und Konsolenerker, wobei die Fassade modernisiert wurde. Am rustizierten Portal ein Keilstein mit Wappen und der Bezeichnung 1791. | BDA-Hist.: Q38009261 Status: Bescheid Stand der BDA-Liste: 2025-06-30 Name: Bürgerhaus GstNr.: 110/2 |
| ja   | Datei hochladen | Bürgerhaus HERIS-ID: 44491 Objekt-ID: 45309                                                                           | Hauptstraße 6 Standort KG: Eisenstadt                                 | Das Bürgerhaus stammt im Kern aus dem 16. und 17. Jahrhundert. Im 18. Jahrhundert erhielt es seine barocke Fassade mit Muscheldekor in den Fensterverdachungen. Im Jahr 1978 wurde das Haus stark modernisiert. | BDA-Hist.: Q38009271 Status: Bescheid Stand der BDA-Liste: 2025-06-30 Name: Bürgerhaus GstNr.: 113 |
| ja   | Datei hochladen | Bürgerhaus HERIS-ID: 44496 Objekt-ID: 45315                                                                           | Hauptstraße 8 Standort KG: Eisenstadt                                 | Das Haus aus dem Jahr 1591 erhielt seine Fassade im 19. Jahrhundert. | BDA-Hist.: Q38009298 Status: Bescheid Stand der BDA-Liste: 2025-06-30 Name: Bürgerhaus GstNr.: 114 |
| ja   | Datei hochladen | Bürgerhaus HERIS-ID: 44497 Objekt-ID: 45316                                                                           | Hauptstraße 9 Standort KG: Eisenstadt                                 | Das Bürgerhaus stammt aus dem 16. Jahrhundert und erhielt sein korbbogiges Portal im 17. Jahrhundert. | BDA-Hist.: Q38009306 Status: Bescheid Stand der BDA-Liste: 2025-06-30 Name: Bürgerhaus GstNr.: 108 |
| ja   | Datei hochladen | Bürgerhaus, ehem. Lebzelterhaus HERIS-ID: 44498 Objekt-ID: 45317                                                      | Hauptstraße 10 Standort KG: Eisenstadt                                | Das zweigeschoßige Haus stammt im Kern aus dem 16. und 17. Jahrhundert, zeigt aber heute eine Rokokofassade mit Muscheldekor in den Fensterverdachungen. | BDA-Hist.: Q38009313 Status: Bescheid Stand der BDA-Liste: 2025-06-30 Name: Bürgerhaus, ehem. Lebzelterhaus GstNr.: 115 |
| ja   | Datei hochladen | Bürgerhaus HERIS-ID: 32857 Objekt-ID: 30058                                                                           | Hauptstraße 11 Standort KG: Eisenstadt                                | Ein dreigeschoßiges Haus aus dem 18. Jahrhundert mit Pilasterteilung. | BDA-Hist.: Q37949486 Status: Bescheid Stand der BDA-Liste: 2025-06-30 Name: Bürgerhaus GstNr.: 86 |
| ja   | Datei hochladen | Bürgerhaus HERIS-ID: 32858 Objekt-ID: 30059                                                                           | Hauptstraße 12 Standort KG: Eisenstadt                                | Das dreigeschoßige Bürgerhaus stammt im Kern aus dem 15. und 16. Jahrhundert. Seine Fassade erhielt es Anfang des 19. Jahrhunderts. | BDA-Hist.: Q37949498 Status: Bescheid Stand der BDA-Liste: 2025-06-30 Name: Bürgerhaus GstNr.: 116 |
| ja   | Datei hochladen | Bürgerhaus HERIS-ID: 44499 Objekt-ID: 45318                                                                           | Hauptstraße 13 Standort KG: Eisenstadt                                | Bürgerhaus mit einer Kernsubstanz aus dem 16./17. Jahrhundert, das 1654 umgebaut wurde und eine modernisierte Fassade hat. | BDA-Hist.: Q38009320 Status: Bescheid Stand der BDA-Liste: 2025-06-30 Name: Bürgerhaus GstNr.: 88, 87 |
| ja   | Datei hochladen | Bürgerhaus HERIS-ID: 32859 Objekt-ID: 30060                                                                           | Hauptstraße 14 Standort KG: Eisenstadt                                | Das barocke Bürgerhaus mit einem Konsolerker über dem Rundbogenportal sowie einem giebelbekrönten Mittelrisalit stammt aus dem 18. Jahrhundert. | BDA-Hist.: Q37949528 Status: Bescheid Stand der BDA-Liste: 2025-06-30 Name: Bürgerhaus GstNr.: 117 |
| ja   | Datei hochladen | Bürgerhaus, Jobhaus HERIS-ID: 32860 Objekt-ID: 30061                                                                  | Hauptstraße 19 Standort KG: Eisenstadt                                | Ein zweiteiliges Haus mit schrägem Eckerker und davor auf einer Säule eine Glockenmadonna, die mit 1696 datiert ist. Im linken Teil ein Renaissanceportal dessen Schlussstein mit einem Hauszeichen und der Bezeichnung 1590 versehen ist. | BDA-Hist.: Q37949537 Status: Bescheid Stand der BDA-Liste: 2025-06-30 Name: Bürgerhaus, Jobhaus GstNr.: 91 Hauptstraße 19, Eisenstadt |
| ja   | Datei hochladen | Bürgerhaus HERIS-ID: 44506 Objekt-ID: 45325                                                                           | Hauptstraße 21 Standort KG: Eisenstadt                                | Das Bürgerhaus hat eine Baukernsubstanz aus dem 16. Jahrhundert und die sechs Fenster im Obergeschoß sind mit Rokokorahmen dekoriert. | BDA-Hist.: Q38009346 Status: Bescheid Stand der BDA-Liste: 2025-06-30 Name: Bürgerhaus GstNr.: 92 |
| ja   | Datei hochladen | Bürgerhaus HERIS-ID: 32861 Objekt-ID: 30062                                                                           | Hauptstraße 22 Standort KG: Eisenstadt                                | Das Bürgerhaus aus dem 16. Jahrhundert erhielt im 18. Jahrhundert eine neue Fassade. 2022 wurde das Dach und das Erdgeschoß restauriert und eine Rauchküche wiederhergestellt. | BDA-Hist.: Q37949548 Status: Bescheid Stand der BDA-Liste: 2025-06-30 Name: Bürgerhaus GstNr.: 121, 122 Hauptstraße 22, Eisenstadt |
| ja   | Datei hochladen | Bürgerhaus HERIS-ID: 44507 Objekt-ID: 45326                                                                           | Hauptstraße 23 Standort KG: Eisenstadt                                | Bürgerhaus mit unregelmäßigen Fensterachsen und einer Kernsubstanz aus dem 16. Jahrhundert. | BDA-Hist.: Q38009354 Status: Bescheid Stand der BDA-Liste: 2025-06-30 Name: Bürgerhaus GstNr.: 93 Hauptstraße 23, Eisenstadt |
| ja   | Datei hochladen | Bürgerhaus HERIS-ID: 44508 Objekt-ID: 45327                                                                           | Hauptstraße 24 Standort KG: Eisenstadt                                | Das zweigeschoßige Bürgerhaus mit geschweiftem Doppelgiebel geht im Kern auf das 15. Jahrhundert zurück. Der Erker stammt aus der Zeit um 1700. In einer Nische zwischen zwei Fenstern steht eine Madonnenfigur. | BDA-Hist.: Q38009364 Status: Bescheid Stand der BDA-Liste: 2025-06-30 Name: Bürgerhaus GstNr.: 160/2 |
| ja   | Datei hochladen | Florianibrunnen HERIS-ID: 44557 Objekt-ID: 45376                                                                      | bei Hauptstraße 24a Standort KG: Eisenstadt                           | Ein Brunnen mit einem achtseitigen Steinbecken und Eckpilastern, datiert mit 1628. In der Mitte ein neogotischer Pfeiler auf dem eine Steinfigur des hl. Floriani steht. | BDA-Hist.: Q38009887 Status: Bescheid Stand der BDA-Liste: 2025-06-30 Name: Florianibrunnen GstNr.: 3270/5 Florianibrunnen Eisenstadt |
| ja   | Datei hochladen | Gasthaus, Goldener Adler/Schwamelwirt/Schwarzer Adler HERIS-ID: 44509 Objekt-ID: 45328                                | Hauptstraße 25 Standort KG: Eisenstadt                                | Das zweigeschoßige Gebäude ist am Portal mit 1772 bezeichnet. | BDA-Hist.: Q38009374 Status: Bescheid Stand der BDA-Liste: 2025-06-30 Name: Gasthaus, Goldener Adler/Schwamelwirt/Schwarzer Adler GstNr.: 94 |
| ja   | Datei hochladen | Bürgerhaus HERIS-ID: 44510 Objekt-ID: 45329                                                                           | Hauptstraße 26 Standort KG: Eisenstadt                                | Die Fassade des zweigeschoßigen Hauses mit Rundbogenportal und Konsolerker stammt aus dem 17. Jahrhundert. | BDA-Hist.: Q38009385 Status: Bescheid Stand der BDA-Liste: 2025-06-30 Name: Bürgerhaus GstNr.: 161 |
| ja   | Datei hochladen | Ehem. Permayer'sche Tabakfabrik/Ärztekammer HERIS-ID: 44555 Objekt-ID: 45374                                          | Hauptstraße 27 Standort KG: Eisenstadt                                | Die Fassade des zweigeschoßigen Gebäudes mit einem Rundbogentor stammt aus dem Jahr 1699. Die Konsolen des Erkers sind als Nixen dargestellt. | BDA-Hist.: Q38009865 Status: Bescheid Stand der BDA-Liste: 2025-06-30 Name: Ehem. Permayer'sche Tabakfabrik/ Ärztekammer GstNr.: 95 |
| ja   | Datei hochladen | Bürgerhaus HERIS-ID: 44511 Objekt-ID: 45330                                                                           | Hauptstraße 29 Standort KG: Eisenstadt                                | | BDA-Hist.: Q38009405 Status: Bescheid Stand der BDA-Liste: 2025-06-30 Name: Bürgerhaus GstNr.: 96 |
| ja   | Datei hochladen | Bürgerhaus HERIS-ID: 44512 Objekt-ID: 45331                                                                           | Hauptstraße 30 Standort KG: Eisenstadt                                | Das Bürgerhaus mit strengem Gründerzeitdekor stammt vom Ende des 19. Jahrhunderts. | BDA-Hist.: Q38009415 Status: Bescheid Stand der BDA-Liste: 2025-06-30 Name: Bürgerhaus GstNr.: 152 |
| ja   | Datei hochladen | Pestsäule hl. Maria HERIS-ID: 44558 Objekt-ID: 45377                                                                  | vor Hauptstraße 30 Standort KG: Eisenstadt                            | Die zum Ende der Pestepidemie 1713 gestiftete Pestsäule hat einen hohen runden Sockel. Darüber einen prismatischen Sockel um den dicht gedrängt eine Figurengruppe mit Engel und den heiligen Rochus, Sebastian, Kajetan, Johannes Nepomuk und die liegende heilige Rosalia sich befindet. Auf dem prismatischen Sockel eine Lorbeerzweigen umwundende Säule mit korinthischem Kapitell und auf dieser die plastische Darstellung Krönung Mariae mit schwebendem Hl. Geist.                        | BDA-Hist.: Q38009896 Status: Bescheid Stand der BDA-Liste: 2025-06-30 Name: Pestsäule hl. Maria GstNr.: 3270/5 Pestsäule Eisenstadt |
| ja   | Datei hochladen | Bürgerhaus HERIS-ID: 44513 Objekt-ID: 45332                                                                           | Hauptstraße 31 Standort KG: Eisenstadt                                | Das Bürgerhaus vom Ende des 16. Jahrhunderts erhielt im 18. Jahrhundert eine neue Fassade mit muschelbekrönten Fensterverdachungen. | BDA-Hist.: Q38009424 Status: Bescheid Stand der BDA-Liste: 2025-06-30 Name: Bürgerhaus GstNr.: 97 |
| ja   | Datei hochladen | Bürgerhaus HERIS-ID: 44514 Objekt-ID: 45333                                                                           | Hauptstraße 32 Standort KG: Eisenstadt                                | Das im Kern auf das 16. Jahrhundert zurückgehende Bürgerhaus erfuhr eine deutliche Modernisierung. | BDA-Hist.: Q38009434 Status: Bescheid Stand der BDA-Liste: 2025-06-30 Name: Bürgerhaus GstNr.: 164 |
| ja   | Datei hochladen | Bürgerhaus HERIS-ID: 32862 Objekt-ID: 30063                                                                           | Hauptstraße 33 Standort KG: Eisenstadt                                | Das zweigeschoßige Bürgerhaus mit einfacher Fassade stammt im Kern aus dem 15. Jahrhundert. | BDA-Hist.: Q37949556 Status: Bescheid Stand der BDA-Liste: 2025-06-30 Name: Bürgerhaus GstNr.: 98 |
| ja   | Datei hochladen | Wohnhaus, ehem. Rathaus HERIS-ID: 44515 Objekt-ID: 45334                                                              | Hauptstraße 34 Standort KG: Eisenstadt                                | Das Haus stammt im Kern aus dem 15. und 16. Jahrhundert. Um 1700 erhielt es eine neue Fassade mit rustiziertem Portal sowie ionischen Pilastern und barocken Fensterrahmen. | BDA-Hist.: Q38009445 Status: Bescheid Stand der BDA-Liste: 2025-06-30 Name: Wohnhaus, ehem. Rathaus GstNr.: 165 |
| ja   | Datei hochladen | Rathaus HERIS-ID: 44556 Objekt-ID: 45375                                                                              | Hauptstraße 35 Standort KG: Eisenstadt                                | Ein zweigeschoßiges barockes Bauwerk mit unterschiedlicher Achsenteilung und einer Kernsubstanz um 1560. | BDA-Hist.: Q23729752 Status: Bescheid Stand der BDA-Liste: 2025-06-30 Name: Rathaus GstNr.: 69 Rathaus Eisenstadt |
| ja   | Datei hochladen | Bürgerhaus HERIS-ID: 44516 Objekt-ID: 45335                                                                           | Hauptstraße 36 Standort KG: Eisenstadt                                | Das einfache zweigeschoßige Haus weist einen Risalit mit Walmgiebel auf. | BDA-Hist.: Q38009456 Status: Bescheid Stand der BDA-Liste: 2025-06-30 Name: Bürgerhaus GstNr.: 166/2, 166/1 |
| ja   | Datei hochladen | Bürgerhaus HERIS-ID: 44517 Objekt-ID: 45336                                                                           | Hauptstraße 37 Standort KG: Eisenstadt                                | | BDA-Hist.: Q38009466 Status: Bescheid Stand der BDA-Liste: 2025-06-30 Name: Bürgerhaus GstNr.: 67 |
| ja   | Datei hochladen | Bürgerhaus HERIS-ID: 70783 Objekt-ID: 83920                                                                           | Hauptstraße 38 Standort KG: Eisenstadt                                | Das im Kern aus dem 16. und 17. Jahrhundert stammende breite Bürgerhaus zeigt eine einfache Fassade aus dem 18. Jahrhundert. | BDA-Hist.: Q38125956 Status: Bescheid Stand der BDA-Liste: 2025-06-30 Name: Bürgerhaus GstNr.: 167/1 |
| ja   | Datei hochladen | Bürgerhaus HERIS-ID: 44518 Objekt-ID: 45337                                                                           | Hauptstraße 38a Standort KG: Eisenstadt                               | Das im Kern aus dem 16. und 17. Jahrhundert stammende breite Bürgerhaus zeigt eine einfache Fassade aus dem 18. Jahrhundert. | BDA-Hist.: Q38009475 Status: Bescheid Stand der BDA-Liste: 2025-06-30 Name: Bürgerhaus GstNr.: 167/3, 167/5, 167/6 |
| ja   | Datei hochladen | Bürgerhaus HERIS-ID: 45438 Objekt-ID: 46775                                                                           | Hauptstraße 38b Standort KG: Eisenstadt                               | | BDA-Hist.: Q38015885 Status: Bescheid Stand der BDA-Liste: 2025-06-30 Name: Bürgerhaus GstNr.: 167/7 |
| ja   | Datei hochladen | Bürgerhaus HERIS-ID: 32863 Objekt-ID: 30064                                                                           | Hauptstraße 40 Standort KG: Eisenstadt                                | Das ursprünglich aus dem 15. und 16. Jahrhundert stammende Haus weist einen Konsolerker sowie ein klassizistisches Portal auf. | BDA-Hist.: Q37949566 Status: Bescheid Stand der BDA-Liste: 2025-06-30 Name: Bürgerhaus GstNr.: 168 |
| ja   | Datei hochladen | Bürgerhaus, Teil d. Doppelhauses HERIS-ID: 44519 Objekt-ID: 45338                                                     | Hauptstraße 42 Standort KG: Eisenstadt                                | | BDA-Hist.: Q38009486 Status: Bescheid Stand der BDA-Liste: 2025-06-30 Name: Bürgerhaus, Teil d. Doppelhauses GstNr.: 169/1 |
| ja   | Datei hochladen | Bürgerhaus, Teil d. Doppelhauses HERIS-ID: 45437 Objekt-ID: 46774                                                     | Hauptstraße 44 Standort KG: Eisenstadt                                | | BDA-Hist.: Q38015874 Status: Bescheid Stand der BDA-Liste: 2025-06-30 Name: Bürgerhaus, Teil d. Doppelhauses GstNr.: 170 |
| ja   | Datei hochladen | Bürgerhaus HERIS-ID: 44520 Objekt-ID: 45339                                                                           | Hauptstraße 45 Standort KG: Eisenstadt                                | In seiner jetzigen Form stammt das Gebäude aus dem Jahr 1931 von Sepp Ecker. | BDA-Hist.: Q38009496 Status: Bescheid Stand der BDA-Liste: 2025-06-30 Name: Bürgerhaus GstNr.: 63 |
| ja   | Datei hochladen | Bürgerhaus HERIS-ID: 32864 Objekt-ID: 30065                                                                           | Hauptstraße 47 Standort KG: Eisenstadt                                | Das Bürgerhaus mit Rundbogenportal und deutlich vorspringender Fassade stammt aus dem 17. Jahrhundert. | BDA-Hist.: Q37949576 Status: Bescheid Stand der BDA-Liste: 2025-06-30 Name: Bürgerhaus GstNr.: 62 |
| ja   | Datei hochladen | Bürgerhaus HERIS-ID: 44521 Objekt-ID: 45340                                                                           | Hauptstraße 49 Standort KG: Eisenstadt                                | Ein zweigeschoßiges Haus mit Gründerzeitdekor aus dem 19. Jahrhundert. | BDA-Hist.: Q38009515 Status: Bescheid Stand der BDA-Liste: 2025-06-30 Name: Bürgerhaus GstNr.: 61 |
| ja   | Datei hochladen | Bürgerhaus HERIS-ID: 44522 Objekt-ID: 45341                                                                           | Hauptstraße 52 Standort KG: Eisenstadt                                | Das Bürgerhaus mit Korbbogenportal stammt aus dem 16. und 17. Jahrhundert. Drei Fenster sind von Verzierungen im Rokokostil umgeben. | BDA-Hist.: Q38009525 Status: Bescheid Stand der BDA-Liste: 2025-06-30 Name: Bürgerhaus GstNr.: 174/1 |
| ja   | Datei hochladen | Bürgerhaus HERIS-ID: 45436 Objekt-ID: 46773                                                                           | Hauptstraße 52a Standort KG: Eisenstadt                               | Das Bürgerhaus mit Korbbogenportal stammt aus dem 16. und 17. Jahrhundert. Drei Fenster sind von Verzierungen im Rokokostil umgeben. | BDA-Hist.: Q38015863 Status: Bescheid Stand der BDA-Liste: 2025-06-30 Name: Bürgerhaus GstNr.: 174/2 |
| ja   | Datei hochladen | Bürgerhaus HERIS-ID: 32916 Objekt-ID: 30122                                                                           | Ignaz Philipp Semmelweis-Gasse 1 Standort KG: Eisenstadt              | Zweigeschoßiges Haus mit unregelmäßigen Fensterachsen und Sgraffitomalerei, die mit 1603 datiert ist. | BDA-Hist.: Q37949789 Status: Bescheid Stand der BDA-Liste: 2025-06-30 Name: Bürgerhaus GstNr.: 5058 |
| ja   | Datei hochladen | Bürgerhaus HERIS-ID: 32919 Objekt-ID: 30125                                                                           | Ignaz Philipp Semmelweis-Gasse 3 Standort KG: Eisenstadt              | Modernisiertes zweigeschoßiges Haus aus dem 18. Jahrhundert. | BDA-Hist.: Q37949800 Status: Bescheid Stand der BDA-Liste: 2025-06-30 Name: Bürgerhaus GstNr.: 136 |
| ja   | Datei hochladen | Bürgerhaus HERIS-ID: 44550 Objekt-ID: 45369                                                                           | Ignaz Philipp Semmelweis-Gasse 5 Standort KG: Eisenstadt              | | BDA-Hist.: Q38009807 Status: Bescheid Stand der BDA-Liste: 2025-06-30 Name: Bürgerhaus GstNr.: 137 |
| ja   | Datei hochladen | Martin-Kaserne, Objekt 1/Offizierswohngebäude HERIS-ID: 30797 Objekt-ID: 27570                                        | Ignaz Till-Straße 1 Standort KG: Eisenstadt                           | Das Offizierswohngebäude der Martinkaserne ist Teil der Beamtensiedlung, siehe Ignaz-Till-Straße 2 | BDA-Hist.: Q37937770 Status: Bescheid Stand der BDA-Liste: 2025-06-30 Name: Martin-Kaserne, Objekt 1/Offizierswohngebäude GstNr.: 1934/10 Beamtensiedlung, Eisenstadt                                                                                                |
| ja   | Datei hochladen | Kommunaler Wohnbau, Teil d. Beamtensiedlung HERIS-ID: 43687 Objekt-ID: 44362                                          | Ignaz Till-Straße 2 Standort KG: Eisenstadt                           | Die Siedlung wurde in den Jahren 1926 bis 1931 nach Plänen der Architekten Rudolf Perthen und Alexius Wolf errichtet. sie stellt eine offene Wohnbebauung mit starker Begrünung dar und nimmt städtebaulich auf das Landhaus Bezug. | BDA-Hist.: Q38004806 Status: Bescheid Stand der BDA-Liste: 2025-06-30 Name: Kommunaler Wohnbau, Teil d. Beamtensiedlung GstNr.: 1934/11 Beamtensiedlung, Eisenstadt                                                                                                  |
| ja   | Datei hochladen | Kommunaler Wohnbau, Teil d. Beamtensiedlung HERIS-ID: 43688 Objekt-ID: 44363                                          | Ignaz Till-Straße 3 Standort KG: Eisenstadt                           | Teil der Beamtensiedlung, siehe Ignaz-Till-Straße 2 | BDA-Hist.: Q38004816 Status: Bescheid Stand der BDA-Liste: 2025-06-30 Name: Kommunaler Wohnbau, Teil d. Beamtensiedlung GstNr.: 1934/12 Beamtensiedlung, Eisenstadt                                                                                                  |
| ja   | Datei hochladen | Kommunaler Wohnbau, Teil d. Beamtensiedlung HERIS-ID: 43689 Objekt-ID: 44364                                          | Ignaz Till-Straße 4 Standort KG: Eisenstadt                           | Teil der Beamtensiedlung, siehe Ignaz-Till-Straße 2 | BDA-Hist.: Q38004826 Status: Bescheid Stand der BDA-Liste: 2025-06-30 Name: Kommunaler Wohnbau, Teil d. Beamtensiedlung GstNr.: 1934/13 Beamtensiedlung, Eisenstadt                                                                                                  |
| ja   | Datei hochladen | Kommunaler Wohnbau, Teil d. Beamtensiedlung HERIS-ID: 43690 Objekt-ID: 44365                                          | Ignaz Till-Straße 5 Standort KG: Eisenstadt                           | Teil der Beamtensiedlung, siehe Ignaz-Till-Straße 2 | BDA-Hist.: Q38004837 Status: Bescheid Stand der BDA-Liste: 2025-06-30 Name: Kommunaler Wohnbau, Teil d. Beamtensiedlung GstNr.: 1934/14 Beamtensiedlung, Eisenstadt                                                                                                  |
| ja   | Datei hochladen | Kommunaler Wohnbau, Teil d. Beamtensiedlung HERIS-ID: 43691 Objekt-ID: 44366                                          | Ignaz Till-Straße 6 Standort KG: Eisenstadt                           | Teil der Beamtensiedlung, siehe Ignaz-Till-Straße 2 | BDA-Hist.: Q38004848 Status: Bescheid Stand der BDA-Liste: 2025-06-30 Name: Kommunaler Wohnbau, Teil d. Beamtensiedlung GstNr.: 1934/15 Beamtensiedlung, Eisenstadt                                                                                                  |
| ja   | Datei hochladen | Kommunaler Wohnbau, Teil d. Beamtensiedlung HERIS-ID: 43692 Objekt-ID: 44367                                          | Ignaz Till-Straße 7 Standort KG: Eisenstadt                           | Teil der Beamtensiedlung, siehe Ignaz-Till-Straße 2 | BDA-Hist.: Q38004857 Status: Bescheid Stand der BDA-Liste: 2025-06-30 Name: Kommunaler Wohnbau, Teil d. Beamtensiedlung GstNr.: 1934/4 Beamtensiedlung, Eisenstadt                                                                                                   |
| ja   | Datei hochladen | Kommunaler Wohnbau, Teil d. Beamtensiedlung HERIS-ID: 43693 Objekt-ID: 44368                                          | Ignaz Till-Straße 8 Standort KG: Eisenstadt                           | Teil der Beamtensiedlung, siehe Ignaz-Till-Straße 2 | BDA-Hist.: Q38004865 Status: Bescheid Stand der BDA-Liste: 2025-06-30 Name: Kommunaler Wohnbau, Teil d. Beamtensiedlung GstNr.: 1934/3 Beamtensiedlung, Eisenstadt                                                                                                   |
| ja   | Datei hochladen | Kommunaler Wohnbau, Teil d. Beamtensiedlung HERIS-ID: 43694 Objekt-ID: 44369                                          | Ignaz Till-Straße 9 Standort KG: Eisenstadt                           | Teil der Beamtensiedlung, siehe Ignaz-Till-Straße 2 | BDA-Hist.: Q38004874 Status: Bescheid Stand der BDA-Liste: 2025-06-30 Name: Kommunaler Wohnbau, Teil d. Beamtensiedlung GstNr.: 1934/5 Beamtensiedlung, Eisenstadt                                                                                                   |
| ja   | Datei hochladen | Kommunaler Wohnbau, Teil d. Beamtensiedlung HERIS-ID: 43695 Objekt-ID: 44370                                          | Ignaz Till-Straße 10 Standort KG: Eisenstadt                          | Teil der Beamtensiedlung, siehe Ignaz-Till-Straße 2 | BDA-Hist.: Q38004896 Status: Bescheid Stand der BDA-Liste: 2025-06-30 Name: Kommunaler Wohnbau, Teil d. Beamtensiedlung GstNr.: 1934/6 Beamtensiedlung, Eisenstadt                                                                                                   |
| ja   | Datei hochladen | Kommunaler Wohnbau, Teil d. Beamtensiedlung HERIS-ID: 43696 Objekt-ID: 44371                                          | Ignaz Till-Straße 11 Standort KG: Eisenstadt                          | Teil der Beamtensiedlung, siehe Ignaz-Till-Straße 2 | BDA-Hist.: Q38004908 Status: Bescheid Stand der BDA-Liste: 2025-06-30 Name: Kommunaler Wohnbau, Teil d. Beamtensiedlung GstNr.: 1934/8 Beamtensiedlung, Eisenstadt                                                                                                   |
| ja   | Datei hochladen | Kommunaler Wohnbau, Teil d. Beamtensiedlung HERIS-ID: 43697 Objekt-ID: 44372                                          | Ignaz Till-Straße 12, 13 Standort KG: Eisenstadt                      | Teil der Beamtensiedlung, siehe Ignaz-Till-Straße 2 | BDA-Hist.: Q38004916 Status: Bescheid Stand der BDA-Liste: 2025-06-30 Name: Kommunaler Wohnbau, Teil d. Beamtensiedlung GstNr.: 1934/7, 1934/9 Beamtensiedlung, Eisenstadt                                                                                           |
| ja   | Datei hochladen | Martin-Kaserne, Hauptgebäude der Kaserne, Objekt 4 HERIS-ID: 32897 Objekt-ID: 30098                                   | Ing. Hans Sylvester-Straße 12 Standort KG: Eisenstadt                 | Ein mächtiger materialsichtiger Ziegel- und Quadersteinbau in neoromanisch-maurischem Stil, der von 1853 bis 1855 errichtet wurde. | BDA-Hist.: Q15119812 Status: Bescheid Stand der BDA-Liste: 2025-06-30 Name: Martin-Kaserne, Hauptgebäude der Kaserne, Objekt 4 GstNr.: 1939 Martin-Kaserne (Eisenstadt)                                                                                              |
| ja   | Datei hochladen | Bezirkshauptmannschaft Eisenstadt-Umgebung, ehem. Kammer der gewerblichen Wirtschaft HERIS-ID: 30799 Objekt-ID: 27572 | Ing. Julius Raab-Straße 1 Standort KG: Eisenstadt                     | Der Bau entstand 1949–1951 und ist eine der ersten Arbeiten Roland Rainers. | BDA-Hist.: Q37937784 Status: Bescheid Stand der BDA-Liste: 2025-06-30 Name: Bezirkshauptmannschaft Eisenstadt-Umgebung, ehem. Kammer der gewerblichen Wirtschaft GstNr.: 499/4                                                                                       |
| ja   | Datei hochladen | Festsaal der Bezirkshauptmannschaft Eisenstadt-Umgebung HERIS-ID: 265891seit 2025                                     | Ing. Julius Raab-Straße 1 Standort KG: Eisenstadt                     | Festsaal der 1951 erbauten Bezirkshauptmannschaft | BDA-Hist.: Q135167762 Status: Themenspeicher Stand der BDA-Liste: 2025-06-30 Name: Festsaal der Bezirkshauptmannschaft Eisenstadt-Umgebung GstNr.: 499/4 |
| ja   | Datei hochladen | Kruzifix/Kreuz, Waschstattkreuz HERIS-ID: 30813 Objekt-ID: 27599                                                      | bei Johann Permayer-Straße 15 Standort KG: Eisenstadt                 | Das steinerne Kruzifix wurde laut Inschrift 1680 gestiftet. Die gleiche Jahreszahl ist auch am Sockel angegeben. Der Pfeiler mit Reliefs der Leidenswerkzeuge ist mit 1705 bezeichnet. | BDA-Hist.: Q37937940 Status: § 2a Stand der BDA-Liste: 2025-06-30 Name: Kruzifix/Kreuz, Waschstattkreuz GstNr.: 516/2 |
| ja   | Datei hochladen | Bürgerhaus, ehem. fürstl. Verwaltungsgebäude (Augustiner Nonnenkloster) HERIS-ID: 32898 Objekt-ID: 30099              | Joseph Haydn-Gasse 1 Standort KG: Eisenstadt                          | Ein mächtiger dreigeschoßiger Bau mit 16 Fensterachsen und strenger Gliederung. Ursprünglich Augustinerinnenkloster mit Kirche hl. Joseph, das 1679 gegründet wurde und 1768 abbrannte. 1792 als fürstliches Verwaltungsgebäude neu errichtet. | BDA-Hist.: Q37949601 Status: Bescheid Stand der BDA-Liste: 2025-06-30 Name: Bürgerhaus, ehem. fürstl. Verwaltungsgebäude (Augustiner Nonnenkloster) GstNr.: 5042 |
| ja   | Datei hochladen | Bürgerhaus HERIS-ID: 44479 Objekt-ID: 45295                                                                           | Joseph Haydn-Gasse 3 Standort KG: Eisenstadt                          | Ein einfacher dreigeschoßiger Barockbau aus dem 18. Jahrhundert. Über dem Rundbogenportal ein kleines Esterházysches Wappen. | BDA-Hist.: Q38009141 Status: Bescheid Stand der BDA-Liste: 2025-06-30 Name: Bürgerhaus GstNr.: 2 |
| ja   | Datei hochladen | Bürgerhaus HERIS-ID: 44480 Objekt-ID: 45296                                                                           | Joseph Haydn-Gasse 5 Standort KG: Eisenstadt                          | Ein zweigeschoßiger Bau aus der 2. Hälfte des 18. Jahrhunderts mit sechs Fensterachsen. Über der Einfahrt ein kleines Esterházysches Wappen. | BDA-Hist.: Q38009149 Status: Bescheid Stand der BDA-Liste: 2025-06-30 Name: Bürgerhaus GstNr.: 3 |
| ja   | Datei hochladen | Bürgerackerhaus HERIS-ID: 44481 Objekt-ID: 45297                                                                      | Joseph Haydn-Gasse 13 Standort KG: Eisenstadt                         | Das eingeschoßige dreiachsige Bürgerhaus weist einen dörflichen Charakter auf. | BDA-Hist.: Q38009160 Status: Bescheid Stand der BDA-Liste: 2025-06-30 Name: Bürgerackerhaus GstNr.: 7 |
| ja   | Datei hochladen | Bürgerhaus HERIS-ID: 44482 Objekt-ID: 45298                                                                           | Joseph Haydn-Gasse 14 Standort KG: Eisenstadt                         | Es handelt sich um ein zweigeschoßiges Haus mit Hoftrakten. Der Straßentrakt und der linke Hoftrakt sind barock (aus dem 18. Jahrhundert). Ebenfalls im Hof befindet sich eine Pawlatschenveranda aus dem 19. Jahrhundert. Die Fassade ist glatt verputzt, straßenseitig ist links der Einfahrt ein einachsiger Erker. Das Haus ist mit einem Satteldach bedeckt, der Erker mit einem Zwerchdach. Anmerkung: Adressangabe lt. BDA: Hauptstraße 17 – dies liegt allerdings auf demselben Grundstück | BDA-Hist.: Q38009169 Status: Bescheid Stand der BDA-Liste: 2025-06-30 Name: Bürgerhaus GstNr.: 90 |
| ja   | Datei hochladen | Bürgerhaus HERIS-ID: 44483 Objekt-ID: 45299                                                                           | Joseph Haydn-Gasse 15 Standort KG: Eisenstadt                         | Das eingeschoßige dreiachsige Bürgerhaus weist einen dörflichen Charakter auf. | BDA-Hist.: Q38009179 Status: Bescheid Stand der BDA-Liste: 2025-06-30 Name: Bürgerhaus GstNr.: 8/2, 8/1 |
| ja   | Datei hochladen | Bürgerhaus HERIS-ID: 44484 Objekt-ID: 45300                                                                           | Joseph Haydn-Gasse 16 Standort KG: Eisenstadt                         | Ein einfaches Bürgerhaus. Der Schlussstein am Korbbogentor ist mit 17.B.W.95 datiert. | BDA-Hist.: Q38009198 Status: Bescheid Stand der BDA-Liste: 2025-06-30 Name: Bürgerhaus GstNr.: 83 |
| ja   | Datei hochladen | Bürgerhaus, Zu den 4 Jahreszeiten HERIS-ID: 32899 Objekt-ID: 30100                                                    | Joseph Haydn-Gasse 17 Standort KG: Eisenstadt                         | Ein bemerkenswertes Rokokohaus aus der Mitte des 18. Jahrhunderts. Untere Fenster mit Muschelvoluten im Gesims. Die oberen Fenster sind mit reicher Rocaillenrahmung und Reliefs. Das Portal ziert eine geschweifte Verdachung und gerollte Giebelfragmenten auf Pilastern. | BDA-Hist.: Q37949613 Status: Bescheid Stand der BDA-Liste: 2025-06-30 Name: Bürgerhaus, Zu den 4 Jahreszeiten GstNr.: 9 Joseph-Haydn-Gasse 17, Eisenstadt |
| ja   | Datei hochladen | Bürgerhaus HERIS-ID: 44551 Objekt-ID: 45370                                                                           | Joseph Haydn-Gasse 19 Standort KG: Eisenstadt                         | Ein zweigeschoßiges, vierachsiges Haus aus der 2. Hälfte des 18. Jahrhunderts mit einem Korbbogenportal. | BDA-Hist.: Q38009827 Status: Bescheid Stand der BDA-Liste: 2025-06-30 Name: Bürgerhaus GstNr.: 10 Joseph Haydn-Gasse 19, Eisenstadt |
| ja   | Datei hochladen | Bürgerhaus HERIS-ID: 44486 Objekt-ID: 45304                                                                           | Joseph Haydn-Gasse 20, 20a Standort KG: Eisenstadt                    | Haus mit moderner Fassade und einem Schlussstein im Korbbogenportal mit der Bezeichnung I.G. 1820. | BDA-Hist.: Q38009221 Status: Bescheid Stand der BDA-Liste: 2025-06-30 Name: Bürgerhaus GstNr.: 80/1, 80/3, 80/2, 80/5 |
| ja   | Datei hochladen | Bürgerhaus, Haydn-Haus HERIS-ID: 32900 Objekt-ID: 30101                                                               | Joseph Haydn-Gasse 21 Standort KG: Eisenstadt                         | Das zweigeschoßige Wohnhaus wurde in der 1. Hälfte des 18. Jahrhunderts errichtet und war von 1766 bis 1778 im Besitz von Joseph Haydn. | BDA-Hist.: Q1591860 Status: Bescheid Stand der BDA-Liste: 2025-06-30 Name: Bürgerhaus, Haydn-Haus GstNr.: 11 Haydn-Haus Eisenstadt |
| ja   | Datei hochladen | Doppelstreckhof HERIS-ID: 32902 Objekt-ID: 30103                                                                      | Joseph Haydn-Gasse 22 Standort KG: Eisenstadt                         | Ein barocker dörflicher Doppelstreckhof. Das rustizierte Hoftor hat einen Rundgiebel, mittig obenauf befindet sich ein plastischer Gnadenstuhl und seitlich die Steinfiguren hl. Andreas und hl. Florian. | BDA-Hist.: Q37949640 Status: Bescheid Stand der BDA-Liste: 2025-06-30 Name: Doppelstreckhof GstNr.: 79 |
| ja   | Datei hochladen | Bürgerhaus HERIS-ID: 32903 Objekt-ID: 30104                                                                           | Joseph Haydn-Gasse 23 Standort KG: Eisenstadt                         | Ein zweigeschoßiger, vierachsiger Bau mit einem barocken Rundbogenportal. | BDA-Hist.: Q37949652 Status: Bescheid Stand der BDA-Liste: 2025-06-30 Name: Bürgerhaus GstNr.: 12 |
| ja   | Datei hochladen | Bürgerhaus HERIS-ID: 32904 Objekt-ID: 30105                                                                           | Joseph Haydn-Gasse 24 Standort KG: Eisenstadt                         | Ein zweigeschoßiges Rokokohaus mit neun Achsen aus dem 3. Viertel des 19. Jahrhunderts. | BDA-Hist.: Q37949662 Status: Bescheid Stand der BDA-Liste: 2025-06-30 Name: Bürgerhaus GstNr.: 78 |
| ja   | Datei hochladen | Bürgerhaus HERIS-ID: 32905 Objekt-ID: 30106                                                                           | Joseph Haydn-Gasse 25 Standort KG: Eisenstadt                         | Ein zweigeschoßiger, vierachsiger Bau aus der Mitte des 18. Jahrhunderts. Das Korbbogenportal ist mit einem Volutenschlussstein ausgeführt. | BDA-Hist.: Q37949673 Status: Bescheid Stand der BDA-Liste: 2025-06-30 Name: Bürgerhaus GstNr.: 13 |
| ja   | Datei hochladen | Bürgerhaus HERIS-ID: 32906 Objekt-ID: 30107                                                                           | Joseph Haydn-Gasse 26 Standort KG: Eisenstadt                         | | BDA-Hist.: Q37949682 Status: Bescheid Stand der BDA-Liste: 2025-06-30 Name: Bürgerhaus GstNr.: 77 |
| ja   | Datei hochladen | Bürgerhaus HERIS-ID: 32907 Objekt-ID: 30108                                                                           | Joseph Haydn-Gasse 27 Standort KG: Eisenstadt                         | Ein zweigeschoßiger, vierachsiger Bau aus der Mitte des 18. Jahrhunderts. Im Schlussstein am korbbogigen Portal befindet sich ein Madonnenrelief und seitlich sind Bibelsprüche angebracht. Über der Tür ein Erker mit einer Nische über dem Fenster mit neuerer Marienfigur sowie halbrunder Verdachung und Attika. | BDA-Hist.: Q37949693 Status: Bescheid Stand der BDA-Liste: 2025-06-30 Name: Bürgerhaus GstNr.: 14 |
| ja   | Datei hochladen | Bürgerhaus HERIS-ID: 44487 Objekt-ID: 45305                                                                           | Joseph Haydn-Gasse 29 Standort KG: Eisenstadt                         | Das eingeschoßige klassizistische Haus mit Sprenggiebeln über dem Tor und den Fenstern stammt aus der 1. Hälfte des 19. Jahrhunderts. | BDA-Hist.: Q38009231 Status: Bescheid Stand der BDA-Liste: 2025-06-30 Name: Bürgerhaus GstNr.: 15 |
| ja   | Datei hochladen | Marienbrunnen HERIS-ID: 44554 Objekt-ID: 45373                                                                        | bei Joseph Haydn-Gasse 29 Standort KG: Eisenstadt                     | Ein Brunnen aus dem 17./18. Jahrhundert mit einem achtseitigen Steinbecken und einer Marienfigur auf dem quadratischen Mittelpfeiler. | BDA-Hist.: Q38009856 Status: Bescheid Stand der BDA-Liste: 2025-06-30 Name: Marienbrunnen GstNr.: 26/1 |
| ja   | Datei hochladen | Franziskanerkirche hl. Michael HERIS-ID: 32853 Objekt-ID: 30054                                                       | Joseph Haydn-Gasse 31 Standort KG: Eisenstadt                         | Von Graf Nikolaus Esterházy gestiftet und unter Verwendung gotischer Bauteile einer Vorgängerkirche bis 1629 erbaut. | BDA-Hist.: Q63986461 Status: Bescheid Stand der BDA-Liste: 2025-06-30 Name: Franziskanerkirche hl. Michael GstNr.: 16 Franziskanerkirche, Eisenstadt |
| ja   | Datei hochladen | Franziskanerkloster HERIS-ID: 32854 Objekt-ID: 30055                                                                  | Joseph Haydn-Gasse 31 Standort KG: Eisenstadt                         | Das Kloster wurde um 1386 von Erzbischof Johann Kanizsai gegründet und 1630 dem bereits 1625 gegründeten Franziskanerkonvent übergeben. | BDA-Hist.: Q63986462 Status: Bescheid Stand der BDA-Liste: 2025-06-30 Name: Franziskanerkloster GstNr.: 17/1, 17/3, 18 Franziskanerkloster, Eisenstadt |
| ja   | Datei hochladen | Figurenbildstock, Ecce Homo HERIS-ID: 30821 Objekt-ID: 27607                                                          | bei Joseph Haydn-Gasse 31 Standort KG: Eisenstadt                     | Eine Ecce-Homo-Statue aus der Mitte des 17. Jahrhunderts auf runder Säule südseitig der Franziskanerkirche. | BDA-Hist.: Q37938055 Status: § 2a Stand der BDA-Liste: 2025-06-30 Name: Figurenbildstock, Ecce Homo GstNr.: 26/1 |
| ja   | Datei hochladen | Bürgerhaus HERIS-ID: 44552 Objekt-ID: 45371                                                                           | Joseph Haydn-Gasse 34a Standort KG: Eisenstadt                        | | BDA-Hist.: Q38009837 Status: Bescheid Stand der BDA-Liste: 2025-06-30 Name: Bürgerhaus GstNr.: 70/2 |
| ja   | Datei hochladen | Stadtmauer HERIS-ID: 32908 Objekt-ID: 30109                                                                           | Joseph Haydn-Gasse 41 Standort KG: Eisenstadt                         | Die erste Ummauerung 1371 umfasste ein bebautes Gebiet von annähernd rechteckiger Form mit abgerundeten Ecken. Innerhalb dieser gab es die drei parallel in ostwestlicher Richtung verlaufende Straßen (Josef-Haydn-Gasse, Hauptstraße und die Pfarrgasse). Im 16. und 17. Jahrhundert erfolgten Umbauten. Im 18. Jahrhundert wurde das obere und untere Stadttor demoliert, gleichzeitig war das der Beginn des teilweisen Abbruches der Stadtmauer.                                              | BDA-Hist.: Q37949704 Status: Bescheid Stand der BDA-Liste: 2025-06-30 Name: Stadtmauer GstNr.: 23 |
| ja   | Datei hochladen | Pulverturm HERIS-ID: 32909 Objekt-ID: 30110                                                                           | Joseph Haydn-Gasse 43a Standort KG: Eisenstadt                        | | BDA-Hist.: Q37949726 Status: Bescheid Stand der BDA-Liste: 2025-06-30 Name: Pulverturm GstNr.: 25 Pulverturm (Eisenstadt) |
| ja   | Datei hochladen | Wohnhaus, Schweizerhof HERIS-ID: 10829 Objekt-ID: 6894                                                                | Josef Hyrtl-Platz 2 Standort KG: Eisenstadt                           | Die Wohnanlage für Landesbeamte wurde von Sepp Ecker 1929/30 in neusachlichem Stil mit gotischen Elementen errichtet und orientiert sich an den Wiener Gemeindebauten der frühen 1920er. | BDA-Hist.: Q38082590 Status: Bescheid Stand der BDA-Liste: 2025-06-30 Name: Wohnhaus, Schweizerhof GstNr.: 30/2 Schweizerhof, Eisenstadt |
| ja   | Datei hochladen | Bürgerhaus HERIS-ID: 32843 Objekt-ID: 30026                                                                           | Josef Stanislaus Albach-Gasse 2 Standort KG: Eisenstadt               | Barockes zweigeschoßiges Haus aus dem 16./17. Jahrhundert mit Erker auf toskanischen Säulen. | BDA-Hist.: Q37949384 Status: Bescheid Stand der BDA-Liste: 2025-06-30 Name: Bürgerhaus GstNr.: 99 |
| ja   | Datei hochladen | Bildstock, Kaiserkreuz HERIS-ID: 31236 Objekt-ID: 28171                                                               | gegenüber Leithabergstraße 1 Standort KG: Eisenstadt                  | Der Tabernakelpfeiler mit einem Kruzifix auf der Deckplatte stammt aus der Zeit um 1680. | BDA-Hist.: Q37941142 Status: § 2a Stand der BDA-Liste: 2025-06-30 Name: Bildstock, Kaiserkreuz GstNr.: 1713 |
| ja   | Datei hochladen | Magdalenenkapelle und Ehrenmal HERIS-ID: 30837 Objekt-ID: 27625                                                       | bei Neusiedler Straße 4 – 6 Standort KG: Eisenstadt                   | Ein Giebelbau mit halbrunder Apsis und einer nach drei Seiten rundbogig geöffneter Vorhalle. Von der Weißgerberin Magdalena Frumwalding 1764 gestiftet und 1765 geweiht. | BDA-Hist.: Q37938152 Status: § 2a Stand der BDA-Liste: 2025-06-30 Name: Magdalenenkapelle und Ehrenmal GstNr.: 392/3 Magdalenenkapelle, Eisenstadt |
| ja   | Datei hochladen | Figurenbildstock hl. Sebastian HERIS-ID: 30814 Objekt-ID: 27600                                                       | neben Neusiedler Straße 45 Standort KG: Eisenstadt                    | | BDA-Hist.: Q37937970 Status: Bescheid Stand der BDA-Liste: 2025-06-30 Name: Figurenbildstock hl. Sebastian GstNr.: 2117/13 |
| ja   | Datei hochladen | Brunnen HERIS-ID: 44560 Objekt-ID: 45379                                                                              | Pfarrgasse Standort KG: Eisenstadt                                    | | BDA-Hist.: Q38009917 Status: Bescheid Stand der BDA-Liste: 2025-06-30 Name: Brunnen GstNr.: 138 |
| ja   | Datei hochladen | Postgebäude HERIS-ID: 44559 Objekt-ID: 45378                                                                          | Pfarrgasse 2 Standort KG: Eisenstadt                                  | Der Bau entstand in den Jahren 1925–1928. | BDA-Hist.: Q38009906 Status: Bescheid Stand der BDA-Liste: 2025-06-30 Name: Postgebäude GstNr.: 5063/4 Main post office in Eisenstadt |
| ja   | Datei hochladen | Bürgerhaus HERIS-ID: 44523 Objekt-ID: 45342                                                                           | Pfarrgasse 6 Standort KG: Eisenstadt                                  | Zweigeschoßiges Haus mit modernisierter Fassade. Am Volutenkeilstein des Rundbogenportales die Bezeichnung 1785. | BDA-Hist.: Q38009535 Status: Bescheid Stand der BDA-Liste: 2025-06-30 Name: Bürgerhaus GstNr.: 243 |
| ja   | Datei hochladen | Bürgerhaus HERIS-ID: 44524 Objekt-ID: 45343                                                                           | Pfarrgasse 7 Standort KG: Eisenstadt                                  | | BDA-Hist.: Q38009544 Status: Bescheid Stand der BDA-Liste: 2025-06-30 Name: Bürgerhaus GstNr.: 132 |
| ja   | Datei hochladen | Bürgerhaus HERIS-ID: 32912 Objekt-ID: 30117                                                                           | Pfarrgasse 8 Standort KG: Eisenstadt                                  | Im Giebelfeld über dem Rundbogenportal, das mit 1.H. 1779 bezeichnet ist, befindet sich mittig die Nischenfigur „Glockenmadonna“ und seitlich der hl. Antonius und der hl. Florian. | BDA-Hist.: Q37949743 Status: Bescheid Stand der BDA-Liste: 2025-06-30 Name: Bürgerhaus GstNr.: 242 |
| ja   | Datei hochladen | Bürgerhaus HERIS-ID: 32913 Objekt-ID: 30118                                                                           | Pfarrgasse 10 Standort KG: Eisenstadt                                 | Ein zweigeschoßiges Haus, dessen Fenster Muscheldekor aufweisen. Über dem Rundbogenportal (bez. 1770) befindet sich eine Maria-Steinfigur, die von zwei Rokokovasen flankiert ist. | BDA-Hist.: Q37949754 Status: Bescheid Stand der BDA-Liste: 2025-06-30 Name: Bürgerhaus GstNr.: 241/1 |
| ja   | Datei hochladen | Bürgerhaus HERIS-ID: 45435 Objekt-ID: 46772                                                                           | Pfarrgasse 10a Standort KG: Eisenstadt                                | | BDA-Hist.: Q38015854 Status: Bescheid Stand der BDA-Liste: 2025-06-30 Name: Bürgerhaus GstNr.: 241/2 |
| ja   | Datei hochladen | Bürgerhaus HERIS-ID: 44525 Objekt-ID: 45344                                                                           | Pfarrgasse 11 Standort KG: Eisenstadt                                 | Ein zweigeschoßiges Haus mit drei Giebeln. Das genutete Rundbogenportal mit klassizistischem Holztor ist mit L.A.D.H 1774 bezeichnet. | BDA-Hist.: Q38009553 Status: Bescheid Stand der BDA-Liste: 2025-06-30 Name: Bürgerhaus GstNr.: 130 |
| ja   | Datei hochladen | Bürgerhaus HERIS-ID: 32914 Objekt-ID: 30119                                                                           | Pfarrgasse 12 Standort KG: Eisenstadt                                 | Siebenachsiges Haus mit einem Kern aus dem 17. Jahrhundert. Das Rundbogenportal ist mit 1744 bezeichnet, darüber flachgiebelbekrönte Attika mit Nischenfigur Immaculata. | BDA-Hist.: Q37949763 Status: Bescheid Stand der BDA-Liste: 2025-06-30 Name: Bürgerhaus GstNr.: 240 |
| ja   | Datei hochladen | Bürgerhaus HERIS-ID: 32915 Objekt-ID: 30120                                                                           | Pfarrgasse 26, 26a Standort KG: Eisenstadt                            | Ein zweigeschoßiges barockes Haus. Das Rundbogenportal hat einen Schlussstein mit der Bezeichnung H.T.S.T. 1747. In einer Wandnische befindet sich die Figur Eisenstädter Gnadenbild und darunter die Reliefkartusche Wunder des hl. Eligius. | BDA-Hist.: Q37949780 Status: Bescheid Stand der BDA-Liste: 2025-06-30 Name: Bürgerhaus GstNr.: 230, 231 |
| ja   | Datei hochladen | Bürgerhaus HERIS-ID: 44526 Objekt-ID: 45345                                                                           | Pfarrgasse 29 Standort KG: Eisenstadt                                 | | BDA-Hist.: Q38009563 Status: Bescheid Stand der BDA-Liste: 2025-06-30 Name: Bürgerhaus GstNr.: 155 |
| ja   | Datei hochladen | Bürgerhaus HERIS-ID: 44527 Objekt-ID: 45346                                                                           | Pfarrgasse 31 Standort KG: Eisenstadt                                 | dörfliches, eingeschoßiges Haus mit einem Rundbogenportal, das am Schlussstein mit F.G.M. 1783 bezeichnet ist. | BDA-Hist.: Q38009572 Status: Bescheid Stand der BDA-Liste: 2025-06-30 Name: Bürgerhaus GstNr.: 154 |
| ja   | Datei hochladen | Dompfarrhof HERIS-ID: 56683seit 2021                                                                                  | Pfarrgasse 32 Standort KG: Eisenstadt                                 | Der Dompfarrhof wurde 1963–1965 errichtet. Über seinen zwei Eingängen befindet sich jeweils ein steinernes Supraporten-Relief. | BDA-Hist.: Q107558185 Status: Bescheid Stand der BDA-Liste: 2025-06-30 Name: Dompfarrhof GstNr.: 221/1 Dompfarrhof Eisenstadt |
| ja   | Datei hochladen | Dompfarrhof HERIS-ID: 44563 Objekt-ID: 45382                                                                          | Pfarrgasse 32a Standort KG: Eisenstadt                                | Der Dompfarrhof wurde 1963–1965 errichtet. Über seinen zwei Eingängen befindet sich jeweils ein steinernes Supraporten-Relief. | BDA-Hist.: Q38009950 Status: Bescheid Stand der BDA-Liste: 2025-06-30 Name: Dompfarrhof GstNr.: 221/2 Dompfarrhof Eisenstadt |
| ja   | Datei hochladen | Bürgerhaus HERIS-ID: 44528 Objekt-ID: 45347                                                                           | Pfarrgasse 35 Standort KG: Eisenstadt                                 | Ein dörfliches, eingeschoßiges Haus mit barockem Rundportal und tonnengewölbter Einfahrt. | BDA-Hist.: Q38009583 Status: Bescheid Stand der BDA-Liste: 2025-06-30 Name: Bürgerhaus GstNr.: 152 |
| ja   | Datei hochladen | Bürgerhaus HERIS-ID: 44529 Objekt-ID: 45348                                                                           | Pfarrgasse 37 Standort KG: Eisenstadt                                 | Ein modernisiertes, dörfliches, eingeschoßiges Haus. Der Schlussstein des Rundportal trägt die Bezeichnung I.M.F. 1780. | BDA-Hist.: Q38009593 Status: Bescheid Stand der BDA-Liste: 2025-06-30 Name: Bürgerhaus GstNr.: 151 |
| ja   | Datei hochladen | Figurenbildstock, Rochussäule HERIS-ID: 30835 Objekt-ID: 27623                                                        | neben Ruster Straße 10a Standort KG: Eisenstadt                       | Eine korinthische Säule mit der Figur des heiligen Rochus, gestiftet 1713. | BDA-Hist.: Q37938124 Status: § 2a Stand der BDA-Liste: 2025-06-30 Name: Figurenbildstock, Rochussäule GstNr.: 3240 |
| ja   | Datei hochladen | Leinnerhaus/ehem. Landesmuseum mit Einfriedungsmauer HERIS-ID: 30809 Objekt-ID: 27592                                 | Ruster Straße 12, 14, 16 Standort KG: Eisenstadt                      | Der dreiflügelige, zweigeschoßige Bau wurde zur Barockzeit errichtet und 1820 umgebaut. | BDA-Hist.: Q15057395 Status: Bescheid Stand der BDA-Liste: 2025-06-30 Name: Leinnerhaus/ehem. Landesmuseum mit Einfriedungsmauer GstNr.: 3260 Leinnerhaus |
| ja   | Datei hochladen | Bildstock, Rathkreuz HERIS-ID: 30817 Objekt-ID: 27603                                                                 | bei Ruster Straße 62 Standort KG: Eisenstadt                          | Das Steinkreuz mit einem Stufensockel sowie einem vierseitigen Pyramidenhelm mit Ecktürmchen steht südlich des Stadtzentrums. Es stammt aus dem 17. Jahrhundert und wurde 1956 an seinen heutigen Standort versetzt. | BDA-Hist.: Q37938015 Status: Bescheid Stand der BDA-Liste: 2025-06-30 Name: Bildstock, Rathkreuz GstNr.: 3197 |
| ja   | Datei hochladen | Evang. Pfarrkirche A.B., Ev. Betsaal und Pfarrhaus HERIS-ID: 30801 Objekt-ID: 27576                                   | Sankt-Rochus-Straße 1 Standort KG: Eisenstadt                         | Die winkelförmige Anlage mit dem Turm als Scharnier wurde nach Plänen von Sepp Ecker 1935 errichtet. | BDA-Hist.: Q29950807 Status: § 2a Stand der BDA-Liste: 2025-06-30 Name: Evang. Pfarrkirche A.B., Ev. Betsaal und Pfarrhaus GstNr.: 247, 248 Auferstehungskirche Eisenstadt                                                                                           |
| ja   | Datei hochladen | Bischofshof HERIS-ID: 30796 Objekt-ID: 27569                                                                          | Sankt-Rochus-Straße 19, 21 Standort KG: Eisenstadt                    | Der hakenförmige Bischofshof wurde 1951/52 nach Plänen von Martha Bolldorf-Reitstätter errichtet. | BDA-Hist.: Q37937748 Status: § 2a Stand der BDA-Liste: 2025-06-30 Name: Bischofshof GstNr.: 259/1, 259/2, 260, 222/2 |
| ja   | Datei hochladen | Figurenbildstock, Antonisäule HERIS-ID: 30816 Objekt-ID: 27602                                                        | vor Sankt-Rochus-Straße 48 Standort KG: Eisenstadt                    | Ein Spiegelpfeiler mit quadratischem Sockel und einer Hl.-Antonius-Steinfigur; datiert mit 1678. | BDA-Hist.: Q37938001 Status: Bescheid Stand der BDA-Liste: 2025-06-30 Name: Figurenbildstock, Antonisäule GstNr.: 286 |
| BW   | Datei hochladen | 6 Wandgemälde von Giselbert Hoke im Gymnasium der Diözese Eisenstadt HERIS-ID: 111110 Objekt-ID: 128893               | Wolfgarten 929 Standort KG: Eisenstadt                                | Die sechs Wandgemälde im Foyer des Gymnasiums der Diözese Eisenstadt vom Erdgeschoß bis zum zweiten Obergeschoß malte der Maler Giselbert Hoke (Entwurf 1949/1951, 1954–1956 ausgeführt). | BDA-Hist.: Q26207317 Status: Bescheid Stand der BDA-Liste: 2025-06-30 Name: 6 Wandgemälde von Giselbert Hoke im Gymnasium der Diözese Eisenstadt GstNr.: 860 Gymnasium Wolfgarten                                                                                    |
| ja   | Datei hochladen | Ehem. Pädagogische Akademie Eisenstadt HERIS-ID: 113952seit 2022                                                      | Wolfgarten 1179 Standort KG: Eisenstadt                               | Die ehemalige Pädagogische Akademie wurde 1966–1968 von Josef Patzelt im Sichtbetonstil errichtet. | BDA-Hist.: Q112894560 Status: Bescheid Stand der BDA-Liste: 2025-06-30 Name: Ehem. Pädagogische Akademie Eisenstadt GstNr.: 866 Ehemalige Pädagogische Akademie, Eisenstadt                                                                                          |
| ja   | Datei hochladen | Friedhof christlich HERIS-ID: 63949 Objekt-ID: 76639                                                                  | Standort KG: Eisenstadt                                               | | BDA-Hist.: Q38104809 Status: § 2a Stand der BDA-Liste: 2025-06-30 Name: Friedhof christlich GstNr.: 5330 Sowjetischer Soldatenfriedhof Eisenstadt |
| ja   | Datei hochladen | Bildstock, sog. Frauensäule HERIS-ID: 63993 Objekt-ID: 76685                                                          | Standort KG: Eisenstadt                                               | Der Steinpfeiler mit einer Glockenmadonna steht südlich der Stadt an der Straße nach Trausdorf. Er stammt aus dem 18. Jahrhundert und wurde 1974 an seinen heutigen Standort versetzt. | BDA-Hist.: Q38104979 Status: § 2a Stand der BDA-Liste: 2025-06-30 Name: Bildstock, sog. Frauensäule GstNr.: 4997/2 |
| ja   | Datei hochladen | Gloriette, ehem. Jagdschlösschen HERIS-ID: 31426 Objekt-ID: 28373                                                     | Glorietteallee 22, südwestlich Standort KG: Eisenstadt                | Ehemaliges Jagdschlösschen, das von Charles von Moreau 1806 nordwestlich des Schlosses Esterházy errichtet wurde. | BDA-Hist.: Q37942232 Status: Bescheid Stand der BDA-Liste: 2025-06-30 Name: Gloriette, ehem. Jagdschlösschen GstNr.: 5070 Gloriette Eisenstadt |
| ja   | Datei hochladen | Schlosspark HERIS-ID: 43644 Objekt-ID: 44291                                                                          | Schloßgarten 656 Standort KG: Eisenstadt                              | Der nördlich vom Schloss ansteigende Park wurde 1624 urkundlich als Nutz- und Blumengarten erwähnt. 1754 von Matthias Pöltl als französischer Garten gestaltet und nach dem Umbau des Schlosses als englischer Garten neu angelegt. Seit 1945 ist der Park frei zugänglich. In ihm befindet sich der Leopoldinentempel (ein Staffagebau), die Orangerie und das heute als Café betriebene Maschinenhaus (Standort der ersten Dampfmaschine der Habrburgermonarchie).                               | BDA-Hist.: Q64765009 Status: Bescheid Stand der BDA-Liste: 2025-06-30 Name: Schlosspark GstNr.: 670, 671, 673, 674, 675, 676/1, 5034, 5035, 5037, 5038, 5040 Esterházyscher Schlosspark, Eisenstadt                                                                  |
| ja   | Datei hochladen | Leopoldinentempel HERIS-ID: 86281 Objekt-ID: 100567                                                                   | Standort KG: Eisenstadt                                               | Der Rundtempel mit Kuppel wurde in den Jahren 1818 bis 1819 an einem Weiher über einer aus Felsblöcken gebildeten Grotten- und Kaskadenanlage errichtet. | BDA-Hist.: Q1667406 Status: Bescheid Stand der BDA-Liste: 2025-06-30 Name: Leopoldinentempel GstNr.: 673 Leopoldinentempel |
| ja   | Datei hochladen | Stadtmauer HERIS-ID: 44553 Objekt-ID: 45372                                                                           | Standort KG: Eisenstadt                                               | Die erste Ummauerung 1371 umfasste ein bebautes Gebiet von annähernd rechteckiger Form mit abgerundeten Ecken. Innerhalb dieser gab es die drei parallel in ostwestlicher Richtung verlaufende Straßen (Josef-Haydn-Gasse, Hauptstraße und die Pfarrgasse). Im 16. und 17. Jahrhundert erfolgten Umbauten. Im 18. Jahrhundert wurde das obere und untere Stadttor demoliert, gleichzeitig war das der Beginn des teilweisen Abbruches der Stadtmauer.                                              | BDA-Hist.: Q38009847 Status: Bescheid Stand der BDA-Liste: 2025-06-30 Name: Stadtmauer GstNr.: 215/2, 215/3, 1, 245/1, 245/2, 195 |
| ja   | Datei hochladen | Figurenbildstock Gscheidkreuz HERIS-ID: 208630seit 2021                                                               | Standort KG: Eisenstadt                                               | Der Bildstock stellt die Heilige Familie dar, Josef schaut Richtung Eisenstadt, Maria Richtung Loretto. Er markiert die Wasserscheide im Leithagebirge, daher der Name. | BDA-Hist.: Q107558233 Status: Bescheid Stand der BDA-Liste: 2025-06-30 Name: Figurenbildstock Gscheidkreuz GstNr.: 1305 Gscheidkreuz |
| ja   | Datei hochladen | Pest-/Dreifaltigkeitssäule HERIS-ID: 31449 Objekt-ID: 28401                                                           | neben Dreifaltigkeitsweg 11 Standort KG: Kleinhöflein im Burgenland   | Ein Gnadenstuhl auf einer Weinlaubsäule, bezeichnet mit 1680. Den Sockel zieren die Steinfiguren hl. Veit, hl. Rosalia, hl. Sebastian und hl. Rochus, Schutzpatron der Pestkranken. | BDA-Hist.: Q37942400 Status: § 2a Stand der BDA-Liste: 2025-06-30 Name: Pest-/Dreifaltigkeitssäule GstNr.: 2672 |
| ja   | Datei hochladen | Mariensäule HERIS-ID: 31432 Objekt-ID: 28382                                                                          | bei Hofgasse 1 Standort KG: Kleinhöflein im Burgenland                | Vor dem Friedhofseingang steht eine Mariensäule auf einem Sockel mit Pestheiligen aus dem Anfang des 18. Jahrhunderts. | BDA-Hist.: Q37942276 Status: § 2a Stand der BDA-Liste: 2025-06-30 Name: Mariensäule GstNr.: 292/1 |
| ja   | Datei hochladen | Gnadenstuhl HERIS-ID: 31442 Objekt-ID: 28394                                                                          | vor Johann Kodatsch-Straße 1a Standort KG: Kleinhöflein im Burgenland | Ein achteckiger Pfeiler mit einem Gnadenstuhl; datiert mit 1765. | BDA-Hist.: Q37942358 Status: § 2a Stand der BDA-Liste: 2025-06-30 Name: Gnadenstuhl GstNr.: 207/2 |
| ja   | Datei hochladen | Wohnhaus, Martinshof HERIS-ID: 62711 Objekt-ID: 75287                                                                 | Kleinhöfleiner Hauptstraße 8 Standort KG: Kleinhöflein im Burgenland  | Der sogenannte Martinshof hat ein Kernbausubstanz aus dem 17. Jahrhundert, wurde jedoch modernisiert. | BDA-Hist.: Q38100857 Status: § 2a Stand der BDA-Liste: 2025-06-30 Name: Wohnhaus, Martinshof GstNr.: 234/8 |
| ja   | Datei hochladen | Ehem. Gemeindeamt HERIS-ID: 31443 Objekt-ID: 28395                                                                    | Kleinhöfleiner Hauptstraße 34 Standort KG: Kleinhöflein im Burgenland | Der zweigeschoßige Bau stammt aus der 2. Hälfte des 17. Jahrhunderts. | BDA-Hist.: Q37942368 Status: Bescheid Stand der BDA-Liste: 2025-06-30 Name: Ehem. Gemeindeamt GstNr.: 66 |
| ja   | Datei hochladen | Sog. Schießstätte HERIS-ID: 31434 Objekt-ID: 28384seit 2021                                                           | Reitschulgasse 5 Standort KG: Kleinhöflein im Burgenland              | | BDA-Hist.: Q105664947 Status: Bescheid Stand der BDA-Liste: 2025-06-30 Name: Sog. Schießstätte GstNr.: 300 |
| ja   | Datei hochladen | Kath. Pfarrkirche hl. Veit HERIS-ID: 31424 Objekt-ID: 28371                                                           | bei Sankt-Vitus-Straße 6b Standort KG: Kleinhöflein im Burgenland     | Die Kirche wurde in erhöhter Lage errichtet und ist von einem Friedhof und einer Wehrmauer umgeben. Der Chor mit 5/8-Schluss stammt aus dem 15. Jahrhundert und 1528 wurde ein spätgotisches Langhaus angebaut. Der hohe, dreigeschoßige Westturm mit steinernem Spitzhelm stammt aus dem Jahr 1700. | BDA-Hist.: Q23541778 Status: § 2a Stand der BDA-Liste: 2025-06-30 Name: Kath. Pfarrkirche hl. Veit GstNr.: 291/2 Saint Vitus Church (Kleinhöflein im Burgenland) |
| ja   | Datei hochladen | Pfarrhof, ehem. Probsthof HERIS-ID: 31441 Objekt-ID: 28391                                                            | Wiener Straße 31 Standort KG: Kleinhöflein im Burgenland              | Der zweigeschoßige Bau ist am Kellertor mit 1618 bezeichnet, wurde später aber modernisiert. | BDA-Hist.: Q37942345 Status: § 2a Stand der BDA-Liste: 2025-06-30 Name: Pfarrhof, ehem. Probsthof GstNr.: 271/1 |
| ja   | Datei hochladen | Wohnhaus HERIS-ID: 31429 Objekt-ID: 28376                                                                             | Wiener Straße 41 Standort KG: Kleinhöflein im Burgenland              | Der zweigeschoßige neunachsige Bau stammt aus der Mitte des 18. Jahrhunderts. Die Fenster im Obergeschoß weisen eine geschweifte Verdachung auf; in einer Nische steht eine Steinfigur der Immaculata. | BDA-Hist.: Q37942240 Status: Bescheid Stand der BDA-Liste: 2025-06-30 Name: Wohnhaus GstNr.: 259/2 |
| ja   | Datei hochladen | Leonhardkapelle HERIS-ID: 31447 Objekt-ID: 28399                                                                      | Standort KG: Kleinhöflein im Burgenland                               | Eine Kapelle aus dem 18. Jahrhundert mit einer Mariensäule, bezeichnet 1697. | BDA-Hist.: Q37942380 Status: § 2a Stand der BDA-Liste: 2025-06-30 Name: Leonhardkapelle GstNr.: 3428 |
| ja   | Datei hochladen | Bildstock, Mattersdorferkreuz HERIS-ID: 31448 Objekt-ID: 28400                                                        | Standort KG: Kleinhöflein im Burgenland                               | Der Pfeiler mit Volutenkapitell stammt aus der 2. Hälfte des 17. Jahrhunderts und steht in den Weinbergen am Weg Richtung Großhöflein. | BDA-Hist.: Q37942391 Status: § 2a Stand der BDA-Liste: 2025-06-30 Name: Bildstock, Mattersdorferkreuz GstNr.: 1967 |
| ja   | Datei hochladen | Bürgerhaus HERIS-ID: 31148 Objekt-ID: 28077                                                                           | Esterhazystraße 2 Standort KG: Oberberg-Eisenstadt                    | Das hohe Eckhaus mit einem Sockel- und zwei Obergeschoßen sowie einem Mansardendach stammt aus dem 18. Jahrhundert. | BDA-Hist.: Q37940639 Status: Bescheid Stand der BDA-Liste: 2025-06-30 Name: Bürgerhaus GstNr.: 202 |
| ja   | Datei hochladen | Bürgerhaus HERIS-ID: 32851 Objekt-ID: 30049                                                                           | Esterhazystraße 4 Standort KG: Oberberg-Eisenstadt                    | | BDA-Hist.: Q37949436 Status: Bescheid Stand der BDA-Liste: 2025-06-30 Name: Bürgerhaus GstNr.: 201 |
| ja   | Datei hochladen | Bürgerhaus HERIS-ID: 111402 Objekt-ID: 129234                                                                         | Esterhazystraße 6 Standort KG: Oberberg-Eisenstadt                    | | BDA-Hist.: Q37824050 Status: Bescheid Stand der BDA-Liste: 2025-06-30 Name: Bürgerhaus GstNr.: 200 |
| ja   | Datei hochladen | Bürgerhaus HERIS-ID: 47131 Objekt-ID: 49726                                                                           | Esterhazystraße 8 Standort KG: Oberberg-Eisenstadt                    | | BDA-Hist.: Q38025640 Status: Bescheid Stand der BDA-Liste: 2025-06-30 Name: Bürgerhaus GstNr.: 199 |
| ja   | Datei hochladen | Bürgerhaus HERIS-ID: 110780 Objekt-ID: 128502                                                                         | Esterhazystraße 12 Standort KG: Oberberg-Eisenstadt                   | | BDA-Hist.: Q37820719 Status: Bescheid Stand der BDA-Liste: 2025-06-30 Name: Bürgerhaus GstNr.: 197 |
| ja   | Datei hochladen | Wohnhaus HERIS-ID: 31153 Objekt-ID: 28083                                                                             | Esterhazystraße 23 Standort KG: Oberberg-Eisenstadt                   | Die Fassade des dreigeschoßigen Hauses zeigt eine Faschengliederung sowie über dem Portal ein kleines Wappen der Familie Esterházy. | BDA-Hist.: Q37940679 Status: Bescheid Stand der BDA-Liste: 2025-06-30 Name: Wohnhaus GstNr.: 5 |
| ja   | Datei hochladen | Fürstliches Sequesterhaus HERIS-ID: 31154 Objekt-ID: 28084                                                            | Esterhazystraße 25 Standort KG: Oberberg-Eisenstadt                   | Das zweigeschoßige Haus stammt aus der 2. Hälfte des 18. Jahrhunderts. Die Fenster im Obergeschoß sind von Rokokoverzierungen umrahmt. | BDA-Hist.: Q37940689 Status: Bescheid Stand der BDA-Liste: 2025-06-30 Name: Fürstliches Sequesterhaus GstNr.: 6 |
| ja   | Datei hochladen | Kirche hl. Antonius des Konvents der Barmherzigen Brüder HERIS-ID: 31164 Objekt-ID: 28094                             | Esterhazystraße 26 Standort KG: Oberberg-Eisenstadt                   | Ein hochbarocker Sakralbau an der Südwestecke des Spitals, der vermutlich um 1740 errichtet wurde. | BDA-Hist.: Q37940721 Status: Bescheid Stand der BDA-Liste: 2025-06-30 Name: Kirche hl. Antonius des Konvents der Barmherzigen Brüder GstNr.: 196/1 Hospital Church of the Brothers Hospitallers, Eisenstadt                                                          |
| ja   | Datei hochladen | Spital der Barmherzigen Brüder HERIS-ID: 31171 Objekt-ID: 28101                                                       | Esterhazystraße 26 Standort KG: Oberberg-Eisenstadt                   | → Hauptartikel : Krankenhaus Barmherzige Brüder (Eisenstadt) f1 | BDA-Hist.: Q1754635 Status: Bescheid Stand der BDA-Liste: 2025-06-30 Name: Spital der Barmherzigen Brüder GstNr.: 196/1 Hospital of the Brothers Hospitallers, Eisenstadt                                                                                            |
| ja   | Datei hochladen | Wohnhaus, Spitzerhaus HERIS-ID: 31178 Objekt-ID: 28109                                                                | Esterhazystraße 28 Standort KG: Oberberg-Eisenstadt                   | Das breite zweigeschoßige Wohnhaus vom Ende des 19. Jahrhunderts weist historistischen Dekor der Gründerzeit auf. | BDA-Hist.: Q37940808 Status: Bescheid Stand der BDA-Liste: 2025-06-30 Name: Wohnhaus, Spitzerhaus GstNr.: 192 |
| ja   | Datei hochladen | Bürgerhaus HERIS-ID: 56660 Objekt-ID: 66188                                                                           | Esterhazystraße 29 Standort KG: Oberberg-Eisenstadt                   | | BDA-Hist.: Q38073163 Status: Bescheid Stand der BDA-Liste: 2025-06-30 Name: Bürgerhaus GstNr.: 9 |
| ja   | Datei hochladen | Bürgerhaus HERIS-ID: 31179 Objekt-ID: 28110                                                                           | Esterhazystraße 30 Standort KG: Oberberg-Eisenstadt                   | | BDA-Hist.: Q37940829 Status: Bescheid Stand der BDA-Liste: 2025-06-30 Name: Bürgerhaus GstNr.: 190 |
| ja   | Datei hochladen | Bürgerhaus HERIS-ID: 31180 Objekt-ID: 28111                                                                           | Esterhazystraße 32 Standort KG: Oberberg-Eisenstadt                   | Das zweigeschoßige Bürgerhaus stammt vom Ende des 19. Jahrhunderts. | BDA-Hist.: Q37940840 Status: Bescheid Stand der BDA-Liste: 2025-06-30 Name: Bürgerhaus GstNr.: 189 |
| ja   | Datei hochladen | Bürgerhaus, sog. Lazlo-Haus HERIS-ID: 111400 Objekt-ID: 129232                                                        | Esterhazystraße 34 Standort KG: Oberberg-Eisenstadt                   | | BDA-Hist.: Q37824012 Status: Bescheid Stand der BDA-Liste: 2025-06-30 Name: Bürgerhaus, sog. Lazlo-Haus GstNr.: 187 |
| ja   | Datei hochladen | Bürgerhaus HERIS-ID: 31181 Objekt-ID: 28112                                                                           | Esterhazystraße 35 Standort KG: Oberberg-Eisenstadt                   | Das barocke Portal des zweigeschoßigen Bürgerhauses weist eine geschweifte Verdachung mit Maskenkonsolen auf. Die Fenster im Obergeschoß sind von Rokokoverzierungen umrahmt. | BDA-Hist.: Q37940850 Status: Bescheid Stand der BDA-Liste: 2025-06-30 Name: Bürgerhaus GstNr.: 13 |
| ja   | Datei hochladen | Bürgerhaus HERIS-ID: 31182 Objekt-ID: 28113                                                                           | Esterhazystraße 36 Standort KG: Oberberg-Eisenstadt                   | Das zweigeschoßige Bürgerhaus stammt aus der 1. Hälfte des 19. Jahrhunderts. | BDA-Hist.: Q37940861 Status: Bescheid Stand der BDA-Liste: 2025-06-30 Name: Bürgerhaus GstNr.: 186 |
| ja   | Datei hochladen | Esterhazy'sches Verwaltungs- und Bürogebäude HERIS-ID: 31183 Objekt-ID: 28114                                         | Esterhazystraße 37 Standort KG: Oberberg-Eisenstadt                   | Der große dreigeschoßige Vierflügelbau mit dem Esterházy-Wappen über dem Portal stammt aus der 1. Hälfte des 19. Jahrhunderts. | BDA-Hist.: Q37940871 Status: Bescheid Stand der BDA-Liste: 2025-06-30 Name: Esterhazy'sches Verwaltungs- und Bürogebäude GstNr.: 14 |
| ja   | Datei hochladen | Florianikapelle HERIS-ID: 31231 Objekt-ID: 28166                                                                      | neben Florianigasse 43 Standort KG: Oberberg-Eisenstadt               | Ein Nischenbau mit Rundbogenöffnung, errichtet um 1765. Über dem Giebel befindet sich eine kleine Hl.-Florian-Steinfigur und im Inneren eine Kreuzigungsgruppe mit Engel. | BDA-Hist.: Q37941133 Status: § 2a Stand der BDA-Liste: 2025-06-30 Name: Florianikapelle GstNr.: 77 |
| ja   | Datei hochladen | Landesmuseum Burgenland HERIS-ID: 31244 Objekt-ID: 28180                                                              | Jerusalemplatz 1 Standort KG: Oberberg-Eisenstadt                     | → Hauptartikel : Landesmuseum Burgenland f1 | BDA-Hist.: Q1519226 Status: Bescheid Stand der BDA-Liste: 2025-06-30 Name: Landesmuseum Burgenland GstNr.: 224, 223, 226, 225, 227 Landesmuseum Burgenland |
| ja   | Datei hochladen | Figurenbildstock, hl. Johannes Nepomuk HERIS-ID: 31227 Objekt-ID: 28162                                               | Joseph Haydn-Platz 1 Standort KG: Oberberg-Eisenstadt                 | | BDA-Hist.: Q37941105 Status: Bescheid Stand der BDA-Liste: 2025-06-30 Name: Figurenbildstock, hl. Johannes Nepomuk GstNr.: 156/1 |
| ja   | Datei hochladen | Margaretinum in Eisenstadt-Oberberg HERIS-ID: 32910 Objekt-ID: 30114                                                  | Joseph Haydn-Platz 1 Standort KG: Oberberg-Eisenstadt                 | Der zweigeschoßige Bau stammt im Kern aus dem 18. Jahrhundert, wurde aber mehrfach umgebaut. In diesem Haus wohnte Joseph Haydn, und der Komponist Joseph Weigl wurde hier geboren. | BDA-Hist.: Q15057690 Status: Bescheid Stand der BDA-Liste: 2025-06-30 Name: Margaretinum in Eisenstadt-Oberberg GstNr.: 155/2 |
| ja   | Datei hochladen | Kalvarienbergkapelle mit Gnadenkapelle und Kreuzweg HERIS-ID: 31116 Objekt-ID: 28044                                  | bei Joseph Haydn-Platz 1 Standort KG: Oberberg-Eisenstadt             | Im Auftrag des Fürsten Paul Esterházy wurde der Kalvarienberg mit der Gnadenkapelle in den Jahren von 1701 bis 1707 vom Baumeister und Franziskanerlaienbruder Felix Nierinck auf einer künstlichen Anhöhe im hochbarocken Stil errichtet. Die Grundsteinlegung erfolgte 1701 und die Einweihung 1707. Bei der Renovierung 1744 wurden eine Vorhalle an die Gnadenkapelle angebaut und die Südkapellen errichtet.                                                                                  | BDA-Hist.: Q38683455 Status: Bescheid Stand der BDA-Liste: 2025-06-30 Name: Kalvarienbergkapelle mit Gnadenkapelle und Kreuzweg GstNr.: 151 Calvary in Bergkirche in Eisenstadt                                                                                      |
| ja   | Datei hochladen | Bergkirche Heimsuchung Mariae, Propsteikirche Oberberg HERIS-ID: 31132 Objekt-ID: 28061                               | bei Joseph Haydn-Platz 1 Standort KG: Oberberg-Eisenstadt             | Eine von Paul I. Esterházy de Galantha geplante riesige Wallfahrtskirche westlich des Kalvarienberges. Die Grundsteinlegung erfolgte 1715 und nach langer Stockung erfolgte die Einweihung 1803. Das Langhaus ist ein mächtiger vierseitiger Block mit Walmdach und an der Westfront befinden sich zwei quadratische Turmstümpfe mit Zeltdächern. Vom ursprünglich geplanten Bau wurde nur das Presbyterium ausgeführt.                                                                            | BDA-Hist.: Q819888 Status: Bescheid Stand der BDA-Liste: 2025-06-30 Name: Bergkirche Heimsuchung Mariae, Propsteikirche Oberberg GstNr.: 151 Haydnkirche, Eisenstadt                                                                                                 |
| ja   | Datei hochladen | Mariensäule HERIS-ID: 31145 Objekt-ID: 28074                                                                          | gegenüber Kalvarienbergplatz 1 Standort KG: Oberberg-Eisenstadt       | Eine Mariensäule aus dem Anfang des 18. Jahrhunderts. Sockel mit liegender Figur hl. Rosalia und Inschriftentafeln. Darauf die Steinfiguren hll. Rochus und Sebastian und in der Mitte eine korinthische Weinlaubsäule, die die Steinfigur „Eisenstädter Gnadenbild“ trägt. | BDA-Hist.: Q37940616 Status: Bescheid Stand der BDA-Liste: 2025-06-30 Name: Mariensäule GstNr.: 154 Mariensäule, Oberberg-Eisenstadt |
| ja   | Datei hochladen | Bürgerhaus HERIS-ID: 31126 Objekt-ID: 28054                                                                           | Kalvarienbergplatz 1 Standort KG: Oberberg-Eisenstadt                 | Das zweigeschoßige Bürgerhaus mit korbbogigem Portal stammt aus der Epoche des Klassizismus. | BDA-Hist.: Q37940448 Status: Bescheid Stand der BDA-Liste: 2025-06-30 Name: Bürgerhaus GstNr.: 179 |
| ja   | Datei hochladen | Ehem. Haydn-Kino HERIS-ID: 63957 Objekt-ID: 76647                                                                     | Kalvarienbergplatz 2 Standort KG: Oberberg-Eisenstadt                 | Das Kino wurde 1924 erbaut und ist eine zeittypische Mischung aus Neuer Sachlichkeit und Elementen von Historismus und Jugendstil. Es ist als Theatersaal mit Empore gebaut und bot Platz für 450 Personen. | BDA-Hist.: Q38104848 Status: Bescheid Stand der BDA-Liste: 2025-06-30 Name: Ehem. Haydn-Kino GstNr.: 178/3 |
| ja   | Datei hochladen | Bürgerhaus HERIS-ID: 31122 Objekt-ID: 28050                                                                           | Kalvarienbergplatz 6 Standort KG: Oberberg-Eisenstadt                 | Das zweigeschoßige Bürgerhaus ist am Portalkeilstein mit 1782 bezeichnet. | BDA-Hist.: Q37940410 Status: Bescheid Stand der BDA-Liste: 2025-06-30 Name: Bürgerhaus GstNr.: 171 |
| ja   | Datei hochladen | Bürgerhaus HERIS-ID: 57130 Objekt-ID: 66878seit 2019                                                                  | Kirchengasse 3 Standort KG: Oberberg-Eisenstadt                       | | BDA-Hist.: Q105645861 Status: Bescheid Stand der BDA-Liste: 2025-06-30 Name: Bürgerhaus GstNr.: 82 |
| ja   | Datei hochladen | Bürgerhaus HERIS-ID: 31186 Objekt-ID: 28117                                                                           | Kirchengasse 19 Standort KG: Oberberg-Eisenstadt                      | Das Bürgerhaus stammt aus der 1. Hälfte des 19. Jahrhunderts. Sein flachbogiges klassizistisches Portal ist mit Bandornamentik gestaltet. | BDA-Hist.: Q37940881 Status: Bescheid Stand der BDA-Liste: 2025-06-30 Name: Bürgerhaus GstNr.: 91 |
| ja   | Datei hochladen | Bauernhaus HERIS-ID: 31187 Objekt-ID: 28118                                                                           | Kirchengasse 37 Standort KG: Oberberg-Eisenstadt                      | | BDA-Hist.: Q37940891 Status: Bescheid Stand der BDA-Liste: 2025-06-30 Name: Bauernhaus GstNr.: 112 |
| ja   | Datei hochladen | Tortrakt und Granarium des Meierhofes HERIS-ID: 62719 Objekt-ID: 75295                                                | Meierhofgasse 2 Standort KG: Oberberg-Eisenstadt                      | Die Wohn- und Wirtschaftsbauten stammen aus dem 18. und 19. Jahrhundert. Im Rundgiebel der Meierhofeinfahrt ist das fürstliche Eszterházysche Wappen dargestellt. | BDA-Hist.: Q38100886 Status: Bescheid Stand der BDA-Liste: 2025-06-30 Name: Tortrakt und Granarium des Meierhofes GstNr.: 216/1 Meierhof Eisenstadt |
| ja   | Datei hochladen | Meierhofkapelle HERIS-ID: 31409 Objekt-ID: 28355                                                                      | Meierhofgasse 2 Standort KG: Oberberg-Eisenstadt                      | Ein Zentralbau mit vier flachen Konchen und Kuppelgewölbe. | BDA-Hist.: Q37942122 Status: Bescheid Stand der BDA-Liste: 2025-06-30 Name: Meierhofkapelle GstNr.: 216/2 |
| ja   | Datei hochladen | Wohnhaus HERIS-ID: 31348 Objekt-ID: 28290                                                                             | Museumgasse 6 Standort KG: Oberberg-Eisenstadt                        | Ein zweigeschoßiger Bau, bei dem die Fensterrahmen des Obergeschoßes muschelverziert sind. | BDA-Hist.: Q37941788 Status: Bescheid Stand der BDA-Liste: 2025-06-30 Name: Wohnhaus GstNr.: 207 |
| ja   | Datei hochladen | Bürgerhaus HERIS-ID: 111403 Objekt-ID: 129235                                                                         | Museumgasse 8, 10, 12 Standort KG: Oberberg-Eisenstadt                | | BDA-Hist.: Q37824062 Status: Bescheid Stand der BDA-Liste: 2025-06-30 Name: Bürgerhaus GstNr.: 208, 209, 210/2 |
| ja   | Datei hochladen | Ehem. Propstei (Haus der Begegnung) HERIS-ID: 31123 Objekt-ID: 28051                                                  | Kalvarienbergplatz 10 Standort KG: Oberberg-Eisenstadt                | Ursprünglich ein Armenhaus, von 1711 bis 1787 ein Franziskanerkloster, danach Propstei mit Schule und Gasthof. Seit 1969 ein Bildungshaus der Diözese Eisenstadt. | BDA-Hist.: Q16065065 Status: Bescheid Stand der BDA-Liste: 2025-06-30 Name: Ehem. Propstei (Haus der Begegnung) GstNr.: 16 |
| ja   | Datei hochladen | Pest-/Dreifaltigkeitssäule HERIS-ID: 31479 Objekt-ID: 28439                                                           | Dreifaltigkeitsstraße Standort KG: St. Georgen                        | Der Wolkenpfeiler mit Trinitasgruppe an der Straße Richtung Eisenstadt ist mit 1832 bezeichnet. | BDA-Hist.: Q37942505 Status: § 2a Stand der BDA-Liste: 2025-06-30 Name: Pest-/Dreifaltigkeitssäule GstNr.: 3537 |
| ja   | Datei hochladen | Bildstock, Gotische Lichtsäule HERIS-ID: 31471 Objekt-ID: 28429                                                       | gegenüber Dreifaltigkeitsstraße 29a Standort KG: St. Georgen          | | BDA-Hist.: Q37942469 Status: § 2a Stand der BDA-Liste: 2025-06-30 Name: Bildstock, Gotische Lichtsäule GstNr.: 3477/1 |
| ja   | Datei hochladen | Figurenbildstock, Christi Himmelfahrt HERIS-ID: 31477 Objekt-ID: 28437                                                | Kellerberg 1, nordöstlich auf der Grünfläche Standort KG: St. Georgen | Eine Christusfigur auf einer Wolkensäule mit Puttenköpfen aus der 2. Hälfte des 18. Jahrhunderts. | BDA-Hist.: Q37942487 Status: § 2a Stand der BDA-Liste: 2025-06-30 Name: Figurenbildstock, Christi Himmelfahrt GstNr.: 3080 |
| ja   | Datei hochladen | Figurenbildstock, Antoniuspfeiler/Antonisäule HERIS-ID: 31493 Objekt-ID: 28459                                        | neben Kellerberg 2 Standort KG: St. Georgen                           | Der Steinpfeiler ist mit 1656 bezeichnet und trägt eine Steinfigur aus dem 19. Jahrhundert. | BDA-Hist.: Q37942609 Status: § 2a Stand der BDA-Liste: 2025-06-30 Name: Figurenbildstock, Antoniuspfeiler/Antonisäule GstNr.: 3076/4 |
| ja   | Datei hochladen | Kath. Pfarrkirche, hl. Georg HERIS-ID: 31450 Objekt-ID: 28402                                                         | bei Kirchenplatz 4 Standort KG: St. Georgen                           | Der in erhöhter Lage errichtete spätgotische Sakralbau mit mächtigem vorgesetztem Westturm ist von einem ehemaligen Friedhof und einer Wehrmauer umgeben. | BDA-Hist.: Q22146671 Status: Bescheid Stand der BDA-Liste: 2025-06-30 Name: Kath. Pfarrkirche, hl. Georg GstNr.: 274 Pfarrkirche Eisenstadt-St. Georgen |
| ja   | Datei hochladen | Bauernhaus, Weinhauerhaus HERIS-ID: 31459 Objekt-ID: 28412                                                            | Kirchenplatz 21 Standort KG: St. Georgen                              | | BDA-Hist.: Q37942419 Status: Bescheid Stand der BDA-Liste: 2025-06-30 Name: Bauernhaus, Weinhauerhaus GstNr.: 177/2 |
|      | Datei hochladen | Figurenbildstock mit Pietà HERIS-ID: 246540seit 2024                                                                  | bei Leithabergstraße 41 KG: St. Georgen GstNr.: 3613/1                | Anmerkung: muss sich in der Nähe oder auf dem Gelände der Landesfeuerwehrschule Burgenland befinden | BDA-Hist.: Q126122309 Status: Bescheid Stand der BDA-Liste: 2025-06-30 Name: Figurenbildstock mit Pietà |
| ja   | Datei hochladen | Pfarrhof HERIS-ID: 31505 Objekt-ID: 28472                                                                             | Sankt Georgener Hauptstraße 2 Standort KG: St. Georgen                | Der eingeschoßige Pfarrhof wurde urkundlich erstmals im Jahr 1740 erwähnt. In seiner Ecklaube steht eine Figur des heiligen Johannes Nepomuk. | BDA-Hist.: Q37942722 Status: § 2a Stand der BDA-Liste: 2025-06-30 Name: Pfarrhof GstNr.: 117/1 |
| ja   | Datei hochladen | Esterházyscher Pavillon HERIS-ID: 31501 Objekt-ID: 28468                                                              | im Hof von Schulgasse 1 Standort KG: St. Georgen                      | Das achteckige Gartenhäuschen mit verschindeltem Mansardendach wurde im 1. Viertel des 18. Jahrhunderts errichtet und stand ursprünglich im Esterházyschen Park. | BDA-Hist.: Q37942693 Status: § 2a Stand der BDA-Liste: 2025-06-30 Name: Esterházyscher Pavillon GstNr.: 150 |
| ja   | Datei hochladen | Friedhofskreuz HERIS-ID: 31498 Objekt-ID: 28465                                                                       | Standort KG: St. Georgen                                              | Ein Steinpfeiler mit Inschrift (datiert 1694) und einem kleinen Steinkruzifix. | BDA-Hist.: Q37942670 Status: § 2a Stand der BDA-Liste: 2025-06-30 Name: Friedhofskreuz GstNr.: 3083 |
| ja   | Datei hochladen | Friedhofskapelle, Franz-Xaver-Kapelle HERIS-ID: 31500 Objekt-ID: 28467                                                | Standort KG: St. Georgen                                              | Ein 1713 errichteter einfacher Bau mit Giebelreiter. | BDA-Hist.: Q37942685 Status: § 2a Stand der BDA-Liste: 2025-06-30 Name: Friedhofskapelle, Franz-Xaver-Kapelle GstNr.: 3083 |
| ja   | Datei hochladen | Bildstock, Passionskreuz HERIS-ID: 63977 Objekt-ID: 76668                                                             | Standort KG: St. Georgen                                              | Ein quadratischer Pfeiler mit Relief, Stiftungsinschrift (Domenico Pelato 1711) und Kruzifix mit Maria. | BDA-Hist.: Q38104923 Status: § 2a Stand der BDA-Liste: 2025-06-30 Name: Bildstock, Passionskreuz GstNr.: 4504/2 |
| ja   | Datei hochladen | Rochuskapelle HERIS-ID: 62418 Objekt-ID: 74961                                                                        | Standort KG: St. Georgen                                              | Ein einfacher Giebelbau aus dem Jahr 1713. | BDA-Hist.: Q38099653 Status: § 2a Stand der BDA-Liste: 2025-06-30 Name: Rochuskapelle GstNr.: 3142 |
| ja   | Datei hochladen | Wohnhaus HERIS-ID: 56658 Objekt-ID: 66185                                                                             | Esterhazystraße 14 Standort KG: Unterberg-Eisenstadt                  | Anmerkung: Identadresse Unterbergstraße 9 | BDA-Hist.: Q38073153 Status: Bescheid Stand der BDA-Liste: 2025-06-30 Name: Wohnhaus GstNr.: 1/2, 1/1 |
| ja   | Datei hochladen | Jüdisches Museum, Wertheimerhaus HERIS-ID: 31350 Objekt-ID: 28292                                                     | Unterbergstraße 6 Standort KG: Unterberg-Eisenstadt                   | Ein zweigeschoßiger, barocker Bau den Samson Wertheimer 1719 errichten ließ. Nach einem Brand im Jahr 1795 umgebaut. | BDA-Hist.: Q23691670 Status: Bescheid Stand der BDA-Liste: 2025-06-30 Name: Jüdisches Museum, Wertheimerhaus GstNr.: 39/3 Wertheimerhaus (Eisenstadt) |
| ja   | Datei hochladen | Ghettopfeiler mit Sperrkette HERIS-ID: 63981 Objekt-ID: 76672                                                         | bei Unterbergstraße 6 Standort KG: Unterberg-Eisenstadt               | Der Pfeiler ist mit 1862 bezeichnet, die Sperrkette diente dazu die Judenstadt am Sabbat symbolisch abzusperren. | BDA-Hist.: Q23691664 Status: Bescheid Stand der BDA-Liste: 2025-06-30 Name: Ghettopfeiler mit Sperrkette GstNr.: 8 Ghettopfeiler |
| ja   | Datei hochladen | Wohnhaus HERIS-ID: 31401 Objekt-ID: 28347                                                                             | Unterbergstraße 10 Standort KG: Unterberg-Eisenstadt                  | In der 2. Hälfte des 17. Jahrhunderts errichtet, mit einem Erker auf Volutenkonsolen. | BDA-Hist.: Q37942056 Status: Bescheid Stand der BDA-Liste: 2025-06-30 Name: Wohnhaus GstNr.: 35 Unterbergstraße 10, Eisenstadt |
| ja   | Datei hochladen | Wohnhaus HERIS-ID: 71667 Objekt-ID: 84861                                                                             | Unterbergstraße 11 Standort KG: Unterberg-Eisenstadt                  | | BDA-Hist.: Q38128201 Status: Bescheid Stand der BDA-Liste: 2025-06-30 Name: Wohnhaus GstNr.: 1/4 |
| ja   | Datei hochladen | Wohnhaus HERIS-ID: 111023 Objekt-ID: 128798                                                                           | Unterbergstraße 12 Standort KG: Unterberg-Eisenstadt                  | Das neu fassadierte Wohnhaus mit Rundbogenportal stammt ursprünglich aus dem 18. Jahrhundert. | BDA-Hist.: Q37821510 Status: Bescheid Stand der BDA-Liste: 2025-06-30 Name: Wohnhaus GstNr.: 34/3 |
| ja   | Datei hochladen | Wohnhaus HERIS-ID: 111024 Objekt-ID: 128799                                                                           | Unterbergstraße 13 Standort KG: Unterberg-Eisenstadt                  | | BDA-Hist.: Q37821521 Status: Bescheid Stand der BDA-Liste: 2025-06-30 Name: Wohnhaus GstNr.: 2/2 |
| ja   | Datei hochladen | Wohnhaus HERIS-ID: 111025 Objekt-ID: 128800                                                                           | Unterbergstraße 14 Standort KG: Unterberg-Eisenstadt                  | Das neu fassadierte Wohnhaus mit Rundbogenportal stammt ursprünglich aus dem 18. Jahrhundert. | BDA-Hist.: Q37821543 Status: Bescheid Stand der BDA-Liste: 2025-06-30 Name: Wohnhaus GstNr.: 33 |
| ja   | Datei hochladen | Wohnhaus, ehem. Levitenhaus HERIS-ID: 31403 Objekt-ID: 28349                                                          | Unterbergstraße 15 Standort KG: Unterberg-Eisenstadt                  | Ein dreigeschoßiges Haus, das aus mehreren Teilen zusammengewachsen ist. Das Relief des Portalschlusssteines zeigt einen Krug und Schale (Levitenkrug). | BDA-Hist.: Q37942078 Status: Bescheid Stand der BDA-Liste: 2025-06-30 Name: Wohnhaus, ehem. Levitenhaus GstNr.: 3/2, 3/3, 3/1 Unterbergstraße 15, Eisenstadt |
| ja   | Datei hochladen | Wohnhaus HERIS-ID: 111026 Objekt-ID: 128801                                                                           | Unterbergstraße 16 Standort KG: Unterberg-Eisenstadt                  | Wohnhaus aus dem 16./17. Jahrhundert mit moderner Fassade und einem rustizierten Rundbogentor. | BDA-Hist.: Q37821554 Status: Bescheid Stand der BDA-Liste: 2025-06-30 Name: Wohnhaus GstNr.: 32/1, 32/3 |
| ja   | Datei hochladen | Wohnhaus HERIS-ID: 111027 Objekt-ID: 128802                                                                           | Unterbergstraße 18 Standort KG: Unterberg-Eisenstadt                  | Ein zweigeschoßiges Haus aus dem 17./18. Jahrhundert und einem Rundbogentor, dessen Schlussstein das Levitenabzeichen trägt. | BDA-Hist.: Q37821565 Status: Bescheid Stand der BDA-Liste: 2025-06-30 Name: Wohnhaus GstNr.: 31/1 Unterbergstraße 18, Eisenstadt |
| ja   | Datei hochladen | Wohnhaus HERIS-ID: 31405 Objekt-ID: 28351                                                                             | Wertheimergasse 2 Standort KG: Unterberg-Eisenstadt                   | Ein zweigeschoßiges Haus aus dem Anfang des 19. Jahrhunderts. Portal mit Sprenggiebel und darin ein Pinienzapfen. | BDA-Hist.: Q37942099 Status: Bescheid Stand der BDA-Liste: 2025-06-30 Name: Wohnhaus GstNr.: 28 Wertheimergasse 2, Eisenstadt |
| ja   | Datei hochladen | Wohnhaus HERIS-ID: 111028 Objekt-ID: 128803                                                                           | Wertheimergasse 8 Standort KG: Unterberg-Eisenstadt                   | Haus mit moderner Fassade und Pilastern. Portal aus dem 18. Jahrhundert. | BDA-Hist.: Q37821576 Status: Bescheid Stand der BDA-Liste: 2025-06-30 Name: Wohnhaus GstNr.: 25 |
| ja   | Datei hochladen | Wohnhaus HERIS-ID: 111029 Objekt-ID: 128804                                                                           | Wertheimergasse 10 Standort KG: Unterberg-Eisenstadt                  | Das zweigeschoßige Wohnhaus weist ein Portal aus dem 18. Jahrhundert auf. | BDA-Hist.: Q37821587 Status: Bescheid Stand der BDA-Liste: 2025-06-30 Name: Wohnhaus GstNr.: 24 |
| ja   | Datei hochladen | Alter Jüdischer Friedhof HERIS-ID: 31406 Objekt-ID: 28352                                                             | bei Wertheimergasse 10 Standort KG: Unterberg-Eisenstadt              | Ein Friedhof mit etwa 1100 Grabsteinen, wobei der älteste aus dem Jahr 1679 stammt. | BDA-Hist.: Q437987 Status: Bescheid Stand der BDA-Liste: 2025-06-30 Name: Alter Jüdischer Friedhof GstNr.: 22/2, 22/4 Alter Jüdischer Friedhof Eisenstadt |